# Romeinse Rijk
Het Romeinse Rijk (Latijn: Imperium Romanum) was van oorsprong een stadstaat op het Italisch schiereiland die zich vanaf de zesde eeuw voor Christus begon uit te breiden en uitgroeide tot een rijk van zo'n zes miljoen vierkante kilometer met 120 miljoen inwoners. Het omvatte op dat moment alle landen rond de Middellandse Zee. Het bereikte zijn grootste omvang onder keizer Trajanus (98 - 117).
De religie was gedurende het grootste deel van het bestaan van het Rijk polytheïstisch, het onofficiële embleem van het rijk was de steenarend (aquila).
Kenmerkend voor het Romeinse Rijk was de grote omvang en de belangrijke rol van steden die onderling verbonden waren door grote rivieren en met verharde wegen, die een snelle verplaatsing van goederen en personen mogelijk maakten, daaronder de legioenen naar de legerplaatsen aan de grenzen. De economie van het Romeinse Rijk was gebaseerd op landbouw, nijverheid, bouw, handel en slavenarbeid, geflankeerd door maatregelen als de zorg voor onderwijs en rechtszekerheid. In de beginperiode werden allerlei volken op gewelddadige wijze onderworpen door middel van zware militaire campagnes en nieuwe grondgebieden veroverd, de zogeheten provincies.
Een doorslaggevend moment voor het vestigen van de Romeinse hegemonie in het Middellandse Zeegebied vormden de Punische oorlogen, waarbij de rivaliserende staat Carthago werd uitgeschakeld en de bebouwing van het grondgebied grotendeels verwoest.

## Inleiding
De Romeinse geschiedenis wordt traditioneel in drie perioden onderverdeeld:
- koningstijd
- republiek
- keizertijd

Over de vroege geschiedenis van Rome is vrijwel niets met zekerheid bekend. Pas in de derde eeuw voor Christus werd een begin gemaakt met geschiedschrijving, maar dat gebeurde vooral door de Romeinen zelf en is daarom niet volledig betrouwbaar. Op het gebied van oorlogsvoering worden de Punische oorlogen geroemd, die de republiek voerde met haar rivaal Carthago. De invloed van de Romeinen op de grondgebieden die ze overheersten is echter veel breder en interessanter dan oorlogsvoering alleen. Deze reikt van bestuurlijke inrichting, staatsrechtelijke besluitvorming, regelgeving en rechtspraak, tot bouwkunde, landbouwtechniek, veehouderij, onderwijs, nijverheid en voedselbereiding. Deze onderwerpen zijn in het navolgende (nog) niet belicht. Dat behandelt slechts de deelterreinen oorlogen, machtsstrijd en belangrijkste heersers.
De eerste keizer was Augustus (27 v.Chr. - 14 n.Chr.). Constantijn de Grote (306 - 337) was de eerste keizer die zich tot het christendom bekeerde. Hij verplaatste de hoofdstad naar Constantinopel. Al eerder was het rijk om diverse redenen door keizer Diocletianus administratief gesplitst in een westelijk en oostelijk deel. Tegen het jaar 400 was dit een feitelijke verdeling geworden in een West-Romeins rijk en Oost-Romeins rijk.
In West-Europa bleef het rijk bestaan tot 476, toen de 'barbaarse' generaal in Romeinse dienst Odoaker de laatste West-Romeinse keizer afzette en zichzelf tot koning van Italië liet uitroepen. Het oostelijk deel van het rijk, ook wel het Byzantijnse Rijk genoemd, bleef nog tot 1453 bestaan.

Dat het rijk ten onder is gegaan is geenszins verwonderlijk. Het rijk had lange grenzen en kon op den duur niet effectief verdedigd worden tegen invallen van buiten. Desondanks is de vraag naar de oorzaken van de val van het Romeinse Rijk een klassieke vraag binnen de historiografie gebleven. De Romeinse cultuur en instellingen hebben de geschiedenis van Europa en de westerse wereld diepgaand en langdurig beïnvloed en ze behoren nog altijd tot de belangrijkste bronnen van de westerse cultuur.

## Oorsprong

### Sage

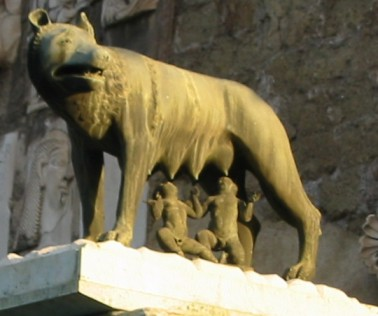
Een wolvin zoogt Romulus en Remus

Volgens de sage was Rome gesticht in 753 v.Chr. op 21 april. De eigenlijke geschiedenis van Rome begon echter al rond 1000 v.Chr., toen de Latijnen zich vestigden in Latium, de streek rondom Rome. Rond die tijd werden de Latijnen geregeerd door de legendarische koning Latinus. Dit sluit aan op de legende waarin de Trojaanse held Aeneas steun zoekt bij hem als hij het eiland Palladeum (denk aan Palatijn, een van de zeven heuvels van Rome) bereikt. Zijn zoon Ascanius stichtte de stad Alba Longa die aanvankelijk de belangrijkste Latijnse stad zou worden.
Na de dood van Ascanius regeerde zijn nageslacht 14 generaties lang over Alba Longa. Toen brak er echter een twist uit waarbij de rechtmatige koning van Alba Longa, Numitor, werd afgezet door zijn jongere broer Amulius. Om te voorkomen dat de nakomelingen van Numitor ooit de troon konden heroveren, doodde hij diens zoon en dwong hij zijn nicht Rhea Silvia (de dochter van Numitor) om een Vestaalse maagd te worden, want seksueel contact tussen een Vestaalse maagd en een man werd met de dood bestraft. Zij werd echter zwanger van de oorlogsgod Mars en baarde een tweeling met de namen Romulus en Remus.
Toen Amulius erachter kwam dat zijn nicht twee zonen had gebaard, gaf hij opdracht haar en de tweeling te doden. De soldaten die deze opdracht moesten uitvoeren, kregen dit niet over hun hart en zetten de tweeling in een mandje in de Tiber. De Tiber was toen echter buiten zijn oevers getreden en het mandje bleef op het droge achter. Daarop werd de tweeling gezoogd door een wolvin, de Lupa Capitolina en gevonden door de schaapherder Faustulus, die op de Palatijnse heuvel woonde. Hij voedde hen op en vertelde hun later dat ze kleinzonen waren van Numitor. Vervolgens reisden Romulus en Remus naar Alba Longa, waar zij Amulius doodden en Numitor terug plaatsten op de troon.
De tweeling besloot dat hun toekomst niet in Alba Longa lag. Ze besloten om weg te gaan, naar de Tiber, waar de wolvin hen gezoogd had. Daar zagen ze zeven heuvels in een grote, vruchtbare vlakte. Ze hadden een groepje Albanen meegenomen.
Voordat er een begin werd gemaakt met de bouw der muren, moesten de goden worden geraadpleegd. Ze vroegen de goden ook om te bepalen wie van beiden zijn naam aan de nieuwe stad zou geven en het koningschap zou bekleden.
Romulus koos de Palatijnse heuvel en Remus de Aventinus. Allebei richtten ze hun blikken naar de hemel terwijl zij een cirkel in de lucht tekenden. Er kwamen zes gieren vanaf de achterkant van Remus' cirkel binnenvliegen: Een gunstig teken.
Remus stormde vol vreugde de heuvel af. Vervolgens was Romulus aan de beurt. Bij hem vlogen er twaalf gieren de cirkel in.
Er ontstond verwarring, want wie was nu de koning? Remus die het eerst zijn voorteken zag of Romulus die het dubbele aantal had? Na een opgewonden woordenwisseling dat een bloederig einde kende, was Remus vermoord door zijn eigen broeder.
Er is nog een ander verhaal over de dood van Remus. Hij zou op Romulus zijn afgekomen terwijl die bezig was met leiding te geven over de bouw van de stadsmuur. Om hem te plagen was Remus lachend het muurtje overgesprongen waarop Romulus hem woedend te lijf ging en hem had doodgeslagen terwijl hij uitriep: 'Zo moge het in de toekomst iedereen vergaan, die het waagt over mijn muur te springen!'

### Archeologisch onderzoek

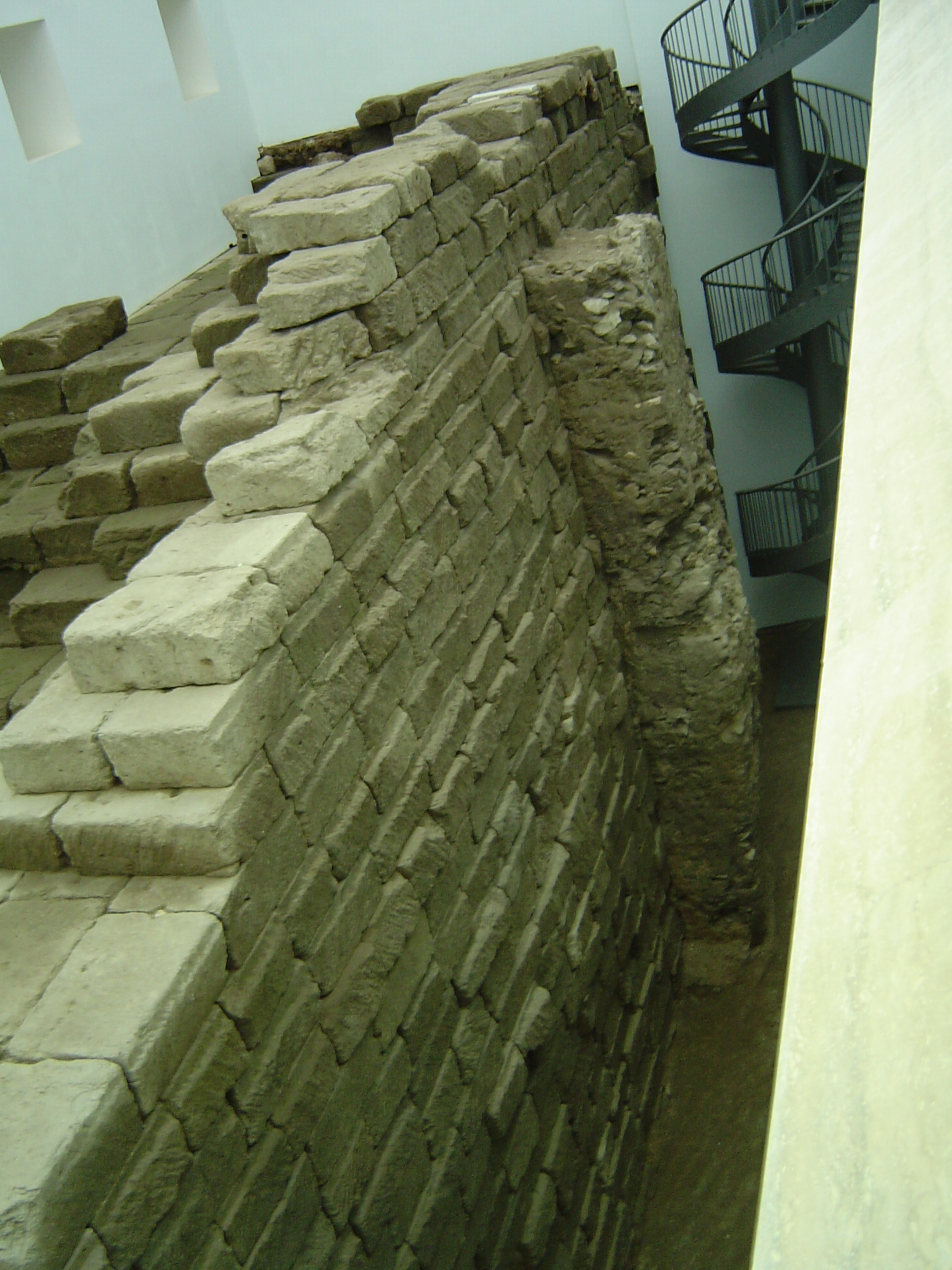
Fundamenten van de Tempel van Jupiter Optimus Maximus

Archeologisch onderzoek in de omgeving van Rome spreekt deze legende echter volledig tegen. Men deelt het ontstaan van Rome in drie fases in, namelijk 1000-830 v.Chr., 830-630 v.Chr. en na 630 v.Chr.
In de eerste fase was er zeker al bewoning op de Palatijnse heuvel en waarschijnlijk ook op twee andere, de Capitool en de Quirinaal.
In de tweede fase werd rond de zeven heuvels een aarden verdedigingswal opgetrokken en sprak men van het Septimonium. Het is echter niet duidelijk of het hier om een religieuze of staatkundige eenheid gaat.
In de laatste fase ontwikkelde Rome zich tot een echte stad, onder Etruskische invloed. De Etrusken voerden de eerste grote projecten in Rome uit (vb. Cloaca Maxima, Tempel van Jupiter Optimus Maximus).

## Koningstijd
urbem romam a principio reges habuere.— Tacitus, Ab excessu divi Augusti

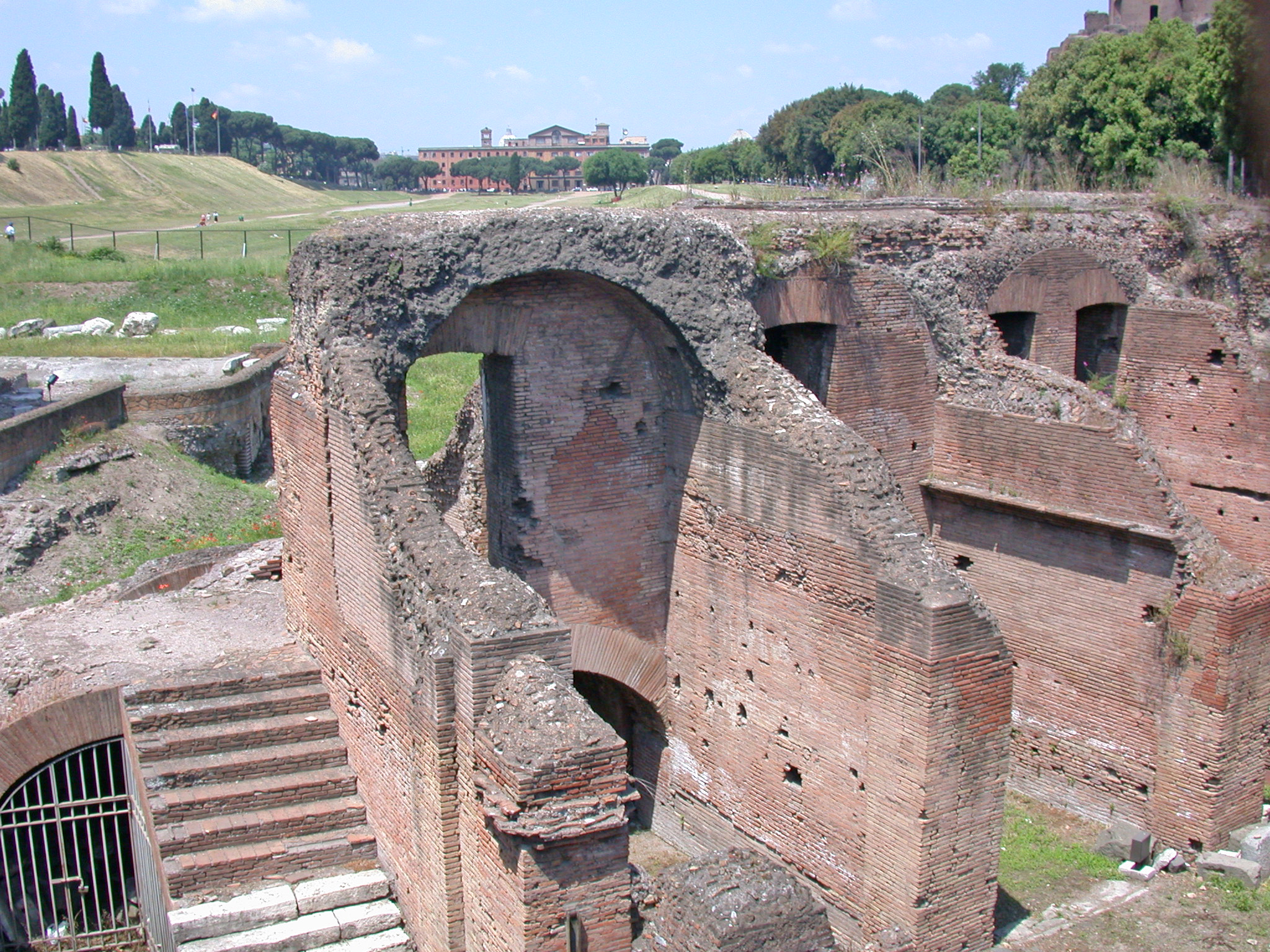
Koning Lucius Tarquinius Priscus bouwde het Circus Maximus.

Alles wat bekend is, of gedacht wordt bekend te zijn, over de Romeinse koningstijd is overgeleverd in de vorm van mythen, die, historisch gezien, met grote voorzichtigheid geïnterpreteerd moeten worden. De vroege Romeinse geschiedenis komt grotendeels van Livius, maar schijnt de algemene visie aan het begin van onze jaartelling geweest te zijn. In het begin, zegt Tacitus, werden de Romeinen geregeerd door koningen; eerst Latijnse, toen ook Sabijnse en ten slotte Etruskische.
De eerste koning van Rome was Romulus. Hij zou zijn stad hebben laten bevolken door bannelingen. Maar aangezien dat bijna allemaal mannen waren, was er een tekort aan vrouwen. Daarop roofden de Romeinen vrouwen bij een buurvolk, de Sabijnen (Sabijnse Maagdenroof). De Sabijnse koning Titus Tatius zou hierop de stad hebben aangevallen en door verraad (van Tarpeia, dochter van de commandant van de citadel van Rome) viel die in hun handen. De Sabijnse vrouwen waren echter inmiddels van hun nieuwe echtgenoten gaan houden. Ze kwamen tussenbeide en er werd vrede gesloten. Titus Tatius werd medekoning en veel Sabijnen vestigden zich op de Quirinaal. Verder is over Romulus bekend dat hij een raad van oude mannen, de senex, samenstelde om zich te laten adviseren. Dat was het begin van de Romeinse Senaat. In 715 v.Chr. stierf Romulus. Volgens de legende werd hij meegevoerd door een wervelstorm om Jupiter als de god Quirinus voor eeuwig bij te staan.
Volgens het vredesverdrag met de Sabijnen moest het koningschap afwisselend door een Sabijn en een Latijn worden bekleed. De Latijnen en Sabijnen kozen de Sabijn Numa Pompilius tot koning. Numa was een wijs en godsvruchtig vorst. Hij was een man van vrede en besteedde vooral veel aandacht aan de Romeinse godsdienst. Toen Pompilius in 673 v.Chr. overleed, werd de Latijn Tullus Hostilius koning van Rome. Hij was, in tegenstelling tot Numa, een oorlogszuchtige vorst. Hij zocht naar een aanleiding voor oorlog zodat de Romeinen zich zouden kunnen bewijzen. Toen mannen uit het rivaliserende Alba Longa Romeins vee stalen, besloot Tullus de stad aan te vallen.
Omdat de koning van Alba net was overleden, werd de oorlog beslist door middel van een duel tussen twee drielingen: de Romeinse Horatii en de Curiatii uit Alba. De Horatii kwamen als winnaars uit de strijd en de bevolking van Alba Longa ging op de Caelijnse heuvel wonen. Tullus Hostilius bouwde ook de Curia Hostilia, de vergaderplaats van de Senaat. Door zijn overwinningen werd Tullus arrogant en hij begon de eredienst van Numa te verwaarlozen. De goden stuurden in 641 v.Chr. een pestepidemie naar Rome waardoor ook de koning werd getroffen. In zijn wanhoop bad hij tot Jupiter. Jupiter was echter zo verbolgen dat hij Tullus met een bliksemschicht doodde.
De volgende koning was Ancus Marcius, die net als zijn grootvader Numa een Sabijn was. Hij herstelde meteen de eredienst van Numa. Hij was ook een erg vredelievende vorst en de Latijnen die in de omringende heuvels woonden, begonnen de weilanden van de Romeinen te plunderen. Ancus Marcius liet echter zien uit welk hout de Romeinen waren gesneden en versloeg de Latijnen. De krijgsgevangenen werden op de Aventijnse heuvel gehuisvest. Ancus lijfde ook de Janiculijnse heuvel, die niet tot 'de zeven heuvelen' behoort, bij de stad in om de Tiber beter te kunnen beheersen. Hij stichtte tevens een bescheiden haven op de plek die later zou uitgroeien tot Ostia.
Tijdens het koningschap van Ancus Marcius werden de Etrusken, die een hogere beschaving hadden dan de Romeinen, invloedrijk. Omdat de zonen van Ancus te jong waren toen hij in 617 v.Chr. stierf, werd Ancus’ Etruskische adviseur Lucius Tarquinius Priscus koning. Hij was verantwoordelijk voor grote bouwprojecten zoals het Circus Maximus, waar wagenrennen werden gehouden, de Cloaca Maxima, ’s werelds eerste riool, en het Forum Romanum, het bestuurlijke centrum van de stad. Het forum voorzag de nederzettingen van Rome van één centrum, waardoor Rome een echte stad werd.
In die tijd woonde er in het koninklijke paleis een slavenzoon, Servius Tullius. Toen hij ’s nachts lag te slapen werd zijn hoofd omgeven met vlammen en Tanaquil, de koningin, legde dit uit als een voorteken dat hij voorbestemd was voor iets groots. Het koninklijk paar adopteerde de jonge Servius en benoemde hem tot troonopvolger boven Tarquinius’ eigen zonen. Toen Tarquinius in 579 v.Chr. door Ancus Marcius’ zonen werd vermoord, plaatste de machtige Tanaquil Servius Tullius op de troon. Servius was een goede koning en hij hervormde het bestuur (zie verder). Ook bouwde hij de Serviaanse muur als eerste stadsmuur rond Rome en stelde hiermee de pomerium in.
Zo werd Rome verdeeld in 32 tribi (6 voor de stad Rome en 26 voor de ommelanden) en de plebejers kregen voor het eerst politieke rechten omdat de burgers werden ingedeeld in 193 centuriae, naar vermogen en niet naar afkomst. Er werd een volksvergadering opgericht waarin gestemd werd per centuria. De rijkste burgers hadden de meerderheid met 98 centuriae, die ook de meerderheid van de troepen moesten leveren (op timocratische basis dus).
Om de zoons van Tarquinius niet van zich te vervreemden, huwelijkte Servius zijn beide dochters (beide Tullia geheten) aan hen uit. De oudste dochter was eerzuchtig en trouwde met de goedaardige Arruns. De jongste was goedaardig en trouwde met de eerzuchtige Lucius, later Tarquinius Superbus. Tullia de oudere en Lucius werden verliefd; zij lieten Tullia de jongere en Arruns vermoorden
en maakten koning Servius zo zwart in de Senaat dat hij werd gelyncht door de Romeinse bevolking. Zo kwam Lucius Tarquinius Superbus aan de macht. Aangezien hij de Senaat zuiverde van Servius’ medestanders, werd hij snel gehaat. Toen zijn zoon Sextus Tarquinius Superbus de vrome vrouw Lucretia verkrachtte, zwoer haar verwant Lucius Junius Brutus wraak. Die mobiliseerde de bevolking tegen de koning, toen die op veldtocht was. Toen de koning terugkeerde om de opstand in de kiem te smoren, sloot de bevolking de poorten en zo werd de koning uit de stad verdreven (509 v.Chr.).
Tarquinius zou echter zijn teruggekomen met het leger van een andere Etruskische koning, Lars Porsenna. Hierop verdedigde Horatius de brug over de Tiber, terwijl de Romeinen de brug achter hem vernielden. Hierin slaagden de Romeinen. De Etrusken konden de stad niet stormenderhand innemen en moesten een beleg slaan. Toen de honger in Rome toenam, besloot Gaius Mucius, dapper als hij was, het Etruskische kamp binnen te sluipen en Porsenna te vermoorden. Het lukte hem in de tent van de koning te komen, maar per vergissing doodde hij de secretaris van de koning. Hij werd daarop gevangengenomen en de koning bedreigde hem met vuur en folteringen. Maar Mucius stak zijn hand in het vuur om de koning te laten zien dat hij daar niet bang voor was. De koning vond dat deze straf zwaar genoeg was, aangezien Mucius zijn opdracht niet goed voltooid had en liet hem gaan. Uit angst voor de dapperheid van de Romeinen brak hij de belegering op. Mucius werd voortaan door de Romeinen Scaevola genoemd, wat de linkshandige betekent.

## Romeinse Republiek

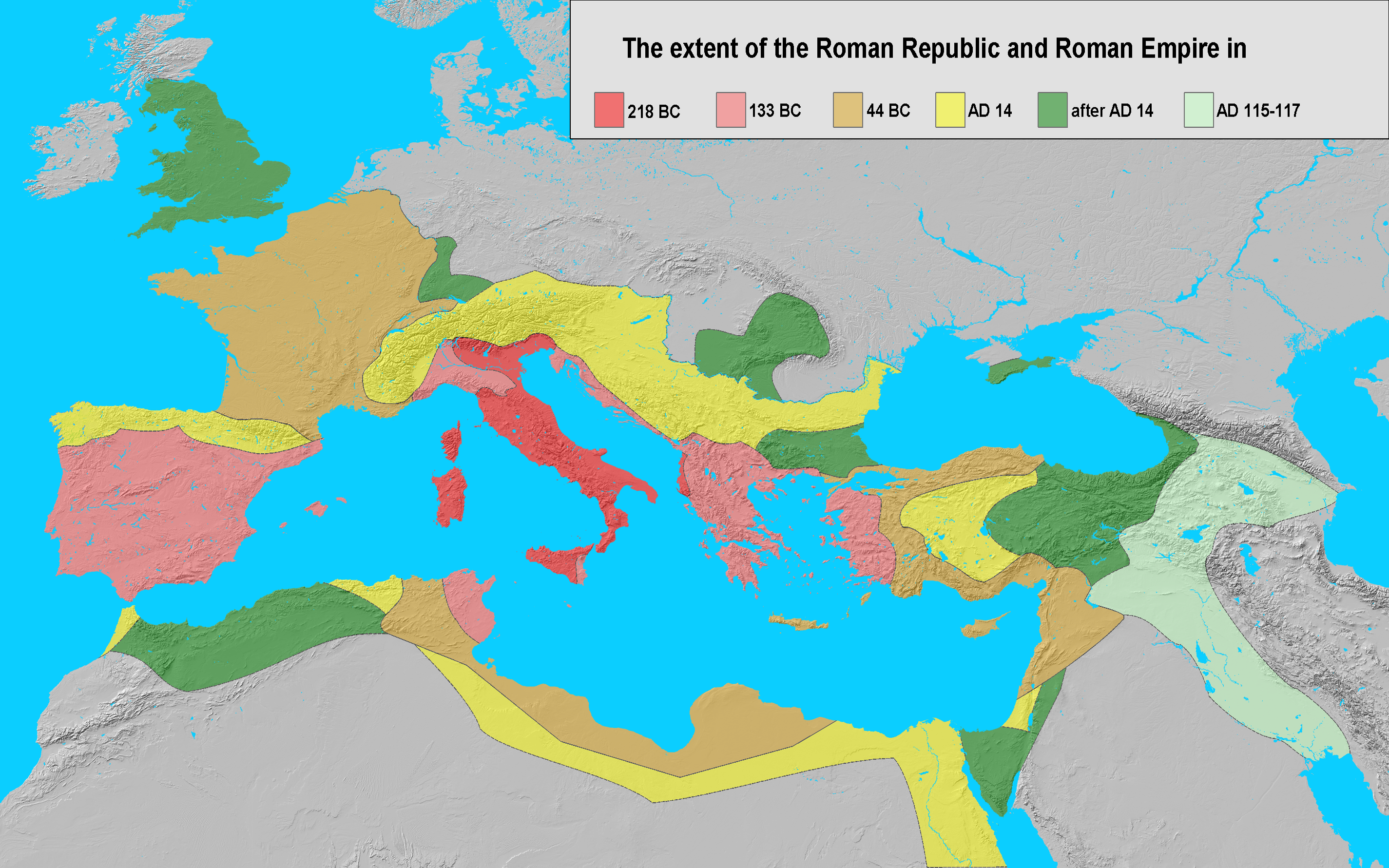
De groei van het Romeinse Rijk tijdens de late republiek en het vroege principaat;
218 v.Chr. (voor de Tweede Punische Oorlog)
133 v.Chr. (begin van onrust in de republiek)
44 v.Chr. (dood van Julius Caesar)
14 v.Chr. (tijdens het principaat van Augustus)
uitbreidingen in de eerste eeuw n.Chr.
114-117 n.Chr. (tijdelijke uitbreiding onder Trajanus)

### Vroege Republiek
Het Romeinse volk had zulke slechte ervaringen met Tarquinius dat het nooit meer door een koning geregeerd wenste te worden. Lucius Junius Brutus werd belast met het ontwerpen van een nieuw staatsbestel, de res publica oftewel republiek. Zo werd de Senaat het hoogste orgaan van de Romeinse staat. Zij adviseerden de tweejaarlijks gekozen magistraten, die eerst pretores en daarna consules werden genoemd. De eerste consuls waren deze Brutus en Lucius Tarquinius Collatinus. In 508 v.Chr. werd het ambt van pontifex maximus ingesteld om de religieuze taken van de koning over te nemen. Tarquinius Superbus had de strijd echter nog niet opgegeven en hij leidde een alliantie van Etrusken en Latijnen tegen Rome. Pas toen de Romeinen in 496 v.Chr. de Latijnse Liga versloegen in de Slag bij het Regillusmeer, gaf Tarquinius het op.
Ondertussen barstte bij gebrek aan een gemeenschappelijke vijand de strijd tussen rijk (patriciërs) en arm (plebejers) los vanwege de sociale ongelijkheid. In 494 v.Chr., na een secessio plebis (uittocht der plebejers), mochten de plebejers voor het eerst twee tribuni plebis (volkstribunen) (in 459 v.Chr. werden dat er tien) en twee aediles plebis (plebeïsche aedilen) kiezen. Ook kregen ze eigen wetten (plebiscita) en een eigen vergadering (comitia plebis). Gelijktijdig begon Rome een expansieve politiek te voeren in oorlogen tegen de Aequi en de Volsken. Om de betrekkingen tussen patriciërs en plebejers beter te regelen werden er in 451 v.Chr. voor een jaar decemviri legibus scribundis aangesteld onder leiding van een ex-consul van patricische afkomst, Appius Claudius Crassus. Tijdens dit ene jaar werden er tien wetten aangenomen door de comitia centuriata en het recht werd zo goed toegepast dat er een nieuw decemviraat kwam (Appius Claudius was de enige decemvir die terugkeerde). Er werden nog eens twee nieuwe wetten aangenomen, waaronder de Wet der Twaalf Tafelen (Lex Duodecim Tabularum). De decemviri weigerden echter af te treden, werden steeds tirannieker en toen Appius Claudius zich aan een patricische dame vergreep, zette het volk de decemviri af. In 447 v.Chr. werden er voor het eerst twee quaestores verkozen en vier jaar later voor het eerst twee censores. In 445 v.Chr. werd het ambt van tribunus militum ingesteld en werd het mogelijk voor plebejers om met patriciërs te trouwen. In 421 v.Chr. werd het aantal quaestors uitgebreid van 2 tot 4 (in 267 v.Chr. tot 6, in 227 v.Chr. tot 8 en in 197 v.Chr. tot 12) en mochten ook plebejers dit ambt vervullen. Ook werd er voor het eerst soldij(loon) uitbetaald aan de Romeinse soldaten.
In die tijd werd het laatste verzet van de Etrusken gebroken. Alleen de stad Veii, op 15 km afstand van Rome, bleef onafhankelijk. In 396 v.Chr. werd ook deze stad ingenomen. Rome kwam hierna in conflict met de Galliërs in Noord-Italië. In 390 v.Chr. werden de Romeinen verslagen in de Slag aan de Allia en de stad werd geplunderd door de Gallische leider Brennus. Deze tegenslag was maar van korte duur en in de 4e eeuw v.Chr. werd vrijwel heel Italiaanse schiereiland ten zuiden van de Po veroverd. De drie oorlogen tegen de Samnieten vormden hierin de belangrijkste episodes. Alleen de Griekse koloniën in het zuiden van het schiereiland bleven nog onafhankelijk. Toen sommige Griekse steden Romeinse hulp inriepen tegen de Griekse kolonie Tarente, riep laatstgenoemde de hulp in van eveneens Griekse koning Pyrrhus van Epirus. Hoewel de Romeinen verschillende nederlagen leden, waren de verliezen van Pyrrhus zo groot dat hij de strijd moest opgeven. Men spreekt vandaag de dag nog steeds van een pyrrusoverwinning. In 272 v.Chr. werd Tarente bij Rome ingelijfd.

### Oorlogen met Carthago en Macedonië; uitbreiding buiten Italië

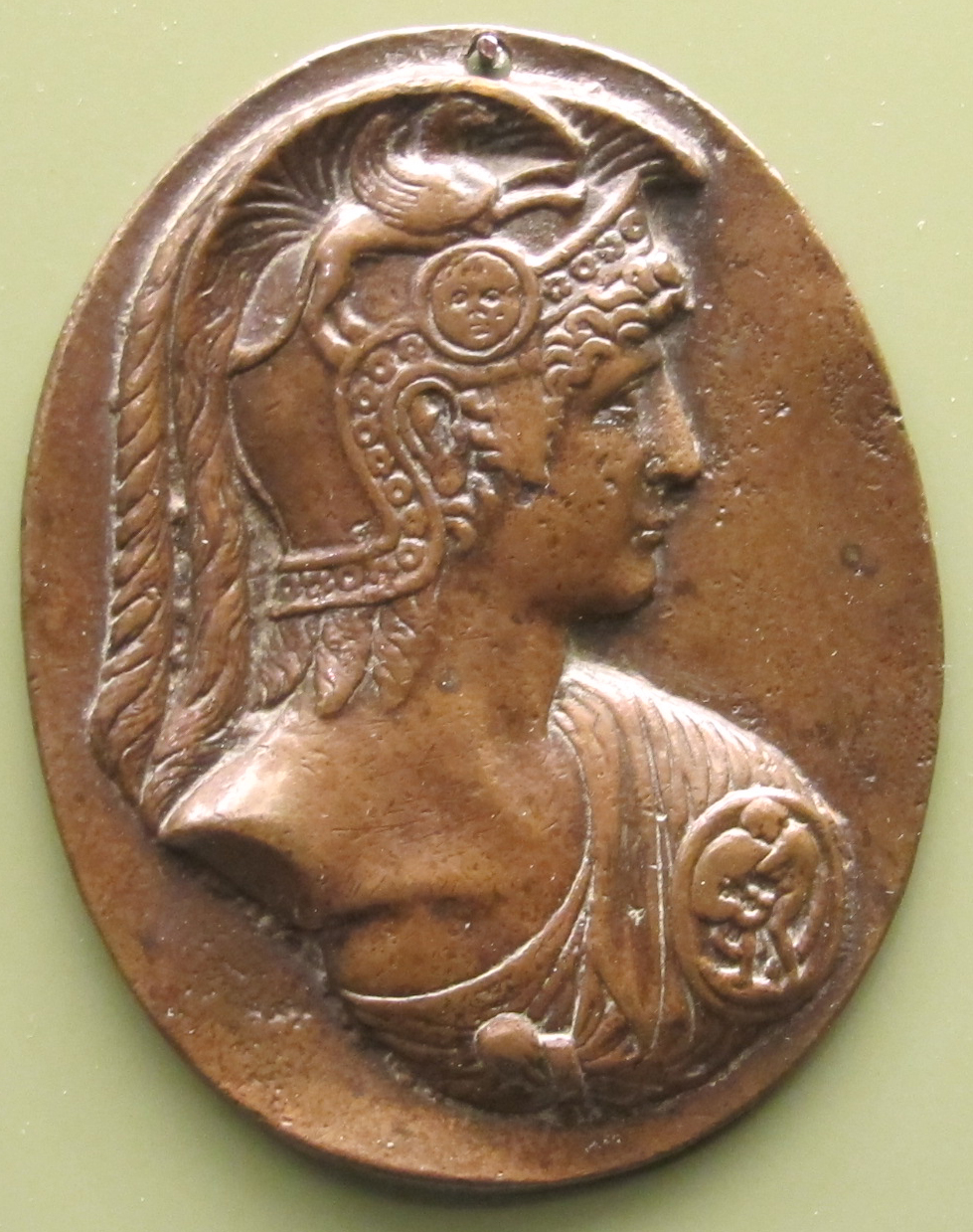
Scipio versloeg zowel Hannibal als Antiochus III

Toen Carthago in 264 v.Chr. tegen de zin van Rome steun verleende aan de piratenstad Messina, brak de Eerste Punische Oorlog uit. Na een zware strijd ter zee, waarin Rome aanvankelijk nederlagen leed, omdat het nog weinig maritieme ervaring had, kwam Rome echter onder leiding van consul Duilius als overwinnaar uit de strijd (241 v.Chr.) Het spreekgestoelte op het Forum Romanum is bij wijze van oorlogsmonument lange tijd voorzien geweest van de afgezaagde ramstevens van buitgemaakte Carthaagse schepen. Daarom werd deze plaats gewoonlijk aangeduid als de Rostra (Latijn voor ramstevens).
 Carthago moest in eerste instantie zware schattingen betalen en
moest Sicilië afstaan, enkele jaren later ook Corsica en Sardinië. Deze gebieden werden de eerste provinciae van Rome. De volgende provincie was Gallia Cisalpina (223 v.Chr.)
In 218 v.Chr. verklaarde Rome Carthago opnieuw de oorlog, omdat de Romeinse en Carthaagse invloedssferen in Hispania kennelijk niet op vreedzame wijze afgebakend konden worden. Dit werd de Tweede Punische Oorlog. De Carthaagse generaal Hannibal besloot de Romeinen in hun eigen thuisland aan te pakken en stak met een erg groot leger en in Italië nog nooit geziene olifanten de Alpen over en bracht de Romeinen een aantal verpletterende nederlagen toe, de zwaarste in de Slag bij Cannae (216 v.Chr.) Hij maakte zo'n grote indruk op de Romeinen dat "Hannibal ad portas!" een gevleugelde uitdrukking werd om alarm te slaan. Om Hannibal te verzwakken hield Quintus Fabius Maximus Cunctator zich in Italië bezig met succesvolle vertragingsacties en de tactiek van de verschroeide aarde, want een directe confrontatie was kansloos gebleken. Tegelijkertijd woedde de Eerste Macedonische Oorlog (214 v.Chr. - 205 v.Chr.) Ook hier werden de Romeinen verslagen. De Romeinen landden bij de Carthaagse bondgenoot Syracuse (214 v.Chr.) en veroverden de stad na een twee jaar durende belegering. Vanaf dat jaar drongen de Romeinen onder Publius Cornelius Scipio Africanus maior de Carthagers in Hispania met succes terug en hield een versterkingsleger voor Hannibal tegen. De Carthaagse veldheren in Hispania waren van minder kaliber dan Hannibal en de Romeinen hadden geleerd van Hannibals superieure tactiek. In 202 v.Chr. marcheerde Scipio vanuit Hispania op naar Africa (het huidige Tunesië), waar hij de noodgedwongen uit Italië teruggekeerde Hannibal versloeg in de Slag bij Zama Regia, in de buurt van Carthago. De Tweede Punische Oorlog was daarmee afgelopen en de stad Carthago kreeg vredesvoorwaarden opgelegd, waarbij haar macht sterk beperkt werd. Al in 197 v.Chr. hadden de Romeinen vrijwel heel het op de Carthagers veroverde Hispania opgenomen in hun rijk en deelden het in provincies in. Pas in 7 v.Chr. zou de westelijke provincia Hispania Lusitania worden ingesteld. In Macedonië startte de Tweede Macedonische Oorlog (200 v.Chr. - 197 v.Chr.) toen Philippus V van Macedonië Pergamum, Rhodos en Athene aanviel. Bondgenoot Rome werd te hulp geroepen. Deze oorlog werd gewonnen door de Romeinen. Pas in de Vierde Macedonische Oorlog werd Macedonië geheel overwonnen en ingelijfd als Romeinse provincie (148 v.Chr.)
In Rome bleef ondertussen Cato de Censor ageren tegen Carthago met zijn beroemde uitspraak "Ceterum censeo Carthaginem esse delendam" (Overigens ben ik van mening dat Carthago verwoest moet worden) die hij bij ieder debat, ook als dat niet over Carthago ging, te berde bracht. In 149 v.Chr., het jaar waarin Cato overleed, kwam Carthago in conflict met de naburige Numidiërs, die door Rome gesteund werden. De Romeinen vonden dit een goede reden om voorgoed met Carthago af te rekenen. Daarom begon de Derde Punische Oorlog, een drie jaar lang durende belegering die eindigde met de volledige vernietiging van de oude stad Carthago in 146 v.Chr. door Publius Cornelius Scipio Aemilius Africanus minor (de zoon van maior). De overlevenden werden als slaven weggevoerd. Op het voormalige Carthaagse grondgebied werd nu de nieuwe Romeinse provincie Africa gesticht. Carthago werd pas een eeuw later als nieuwe Romeinse stad herbouwd.

### Sociale onrust in de Republiek

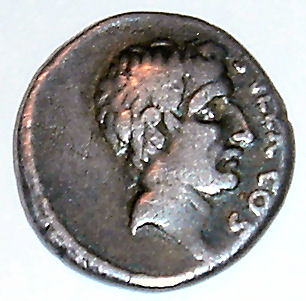
Lucius Cornelius Sulla

Intussen laaiden de tegenstellingen tussen de maatschappelijke klassen weer op. In 133 v.Chr. werd de hervormer en volkstribuun Tiberius Sempronius Gracchus vermoord. In 121 v.Chr. werd ook zijn broer Gaius Sempronius Gracchus vermoord. In hetzelfde jaar veroverde Rome Gallia Transalpina, ruwweg het gebied dat nu de Franse Provence is en tussen 112 en 106 v.Chr. versloegen ze de Numidische koning Jugurtha. Die overwinning was te danken aan quaestor Lucius Cornelius Sulla. Gaius Marius versloeg de Germaanse Teutonen in de Slag bij Aquae Sextiae, het huidige Aix-en-Provence, (102 v.Chr.) en in het jaar daarna de Germaanse Cimbren in de Slag bij Vercellae in de Povlakte. De Cimbren waren Italië binnengevallen en hadden in 105 v.Chr.
een Romeins legioen bij Arausio vernietigd. Daarom werd Marius in de periode 104 v.Chr. - 100 v.Chr., tegen de Romeinse wet in, ieder jaar tot consul gekozen.
Marius begon ook met de hervorming van het Romeinse leger. De hastati, principes en triarii werden afgeschaft en Marius stichtte een beroepsleger met als kern de legionairs, die Romeins burgerrecht bezaten en konden rekenen op een vaste soldij en op landbouwgrond na afloop van de 15 jaar militaire dienst. De hervormingen ondermijnden echter wel de Republiek, omdat de soldaten hun commandanten, die ook hun broodheren waren, trouwer waren dan de staat. Voortaan lag o.a. hierdoor de werkelijke macht in het Romeinse rijk in de handen van de legeraanvoerders. Doordat deze doorgaans streefden naar dictatoriale alleenheerschappij in het rijk, zorgde de rivaliteit tussen deze generaals voor een reeks Romeinse burgeroorlogen die uiteindelijk een einde maakten aan de Republiek.

### Val van de Republiek
Jarenlang hadden de Romeinse bondgenoten (socii, vaak steden waarmee Rome in voorgaande eeuwen een nadelig vredesverdrag had gesloten) in Italië voor Rome gevochten zonder dat daar iets tegenover stond. De bondgenoten werden steeds ontevredener met deze situatie. In 91 v.Chr. diende de volkstribuun Marcus Livius Drusus minor een wet in die alle Italianen het Romeins burgerschap verleende, maar voordat deze wet kon worden aangenomen werd hij vermoord. Hierop scheidden de bondgenoten zich af en brak de Bondgenotenoorlog uit. Na zware gevechten en het verlenen van het Romeinse burgerschap aan alle trouwe bondgenoten wist de Romeinse generaal Lucius Cornelius Sulla de oorlog in 82 v.Chr. in Romes voordeel te beslissen.
In Rome was ondertussen een nieuwe politieke klasse ontstaan. Naast de traditionele patricische families werden ook steeds meer rijke plebejische families toegelaten tot de Romeinse Senaat. De nieuwe senatoren verenigden zich in de populares (populisten; zij wilden meer hervormingen ten gunste van de armeren) terwijl de oudere patricische families zich verenigden in de optimates (de besten, die alles bij het oude wilden laten).

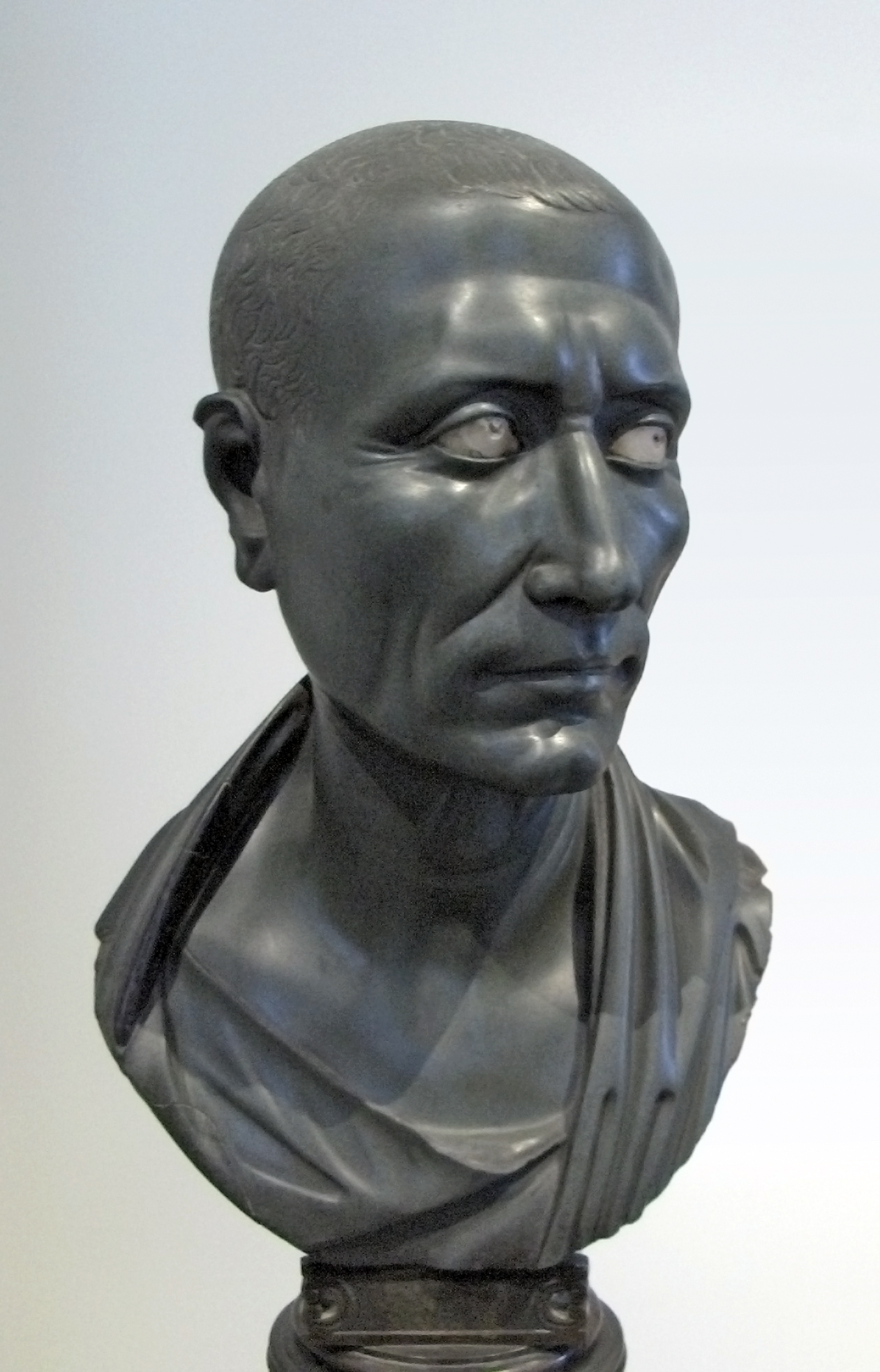
Buste van Gaius Julius Caesar

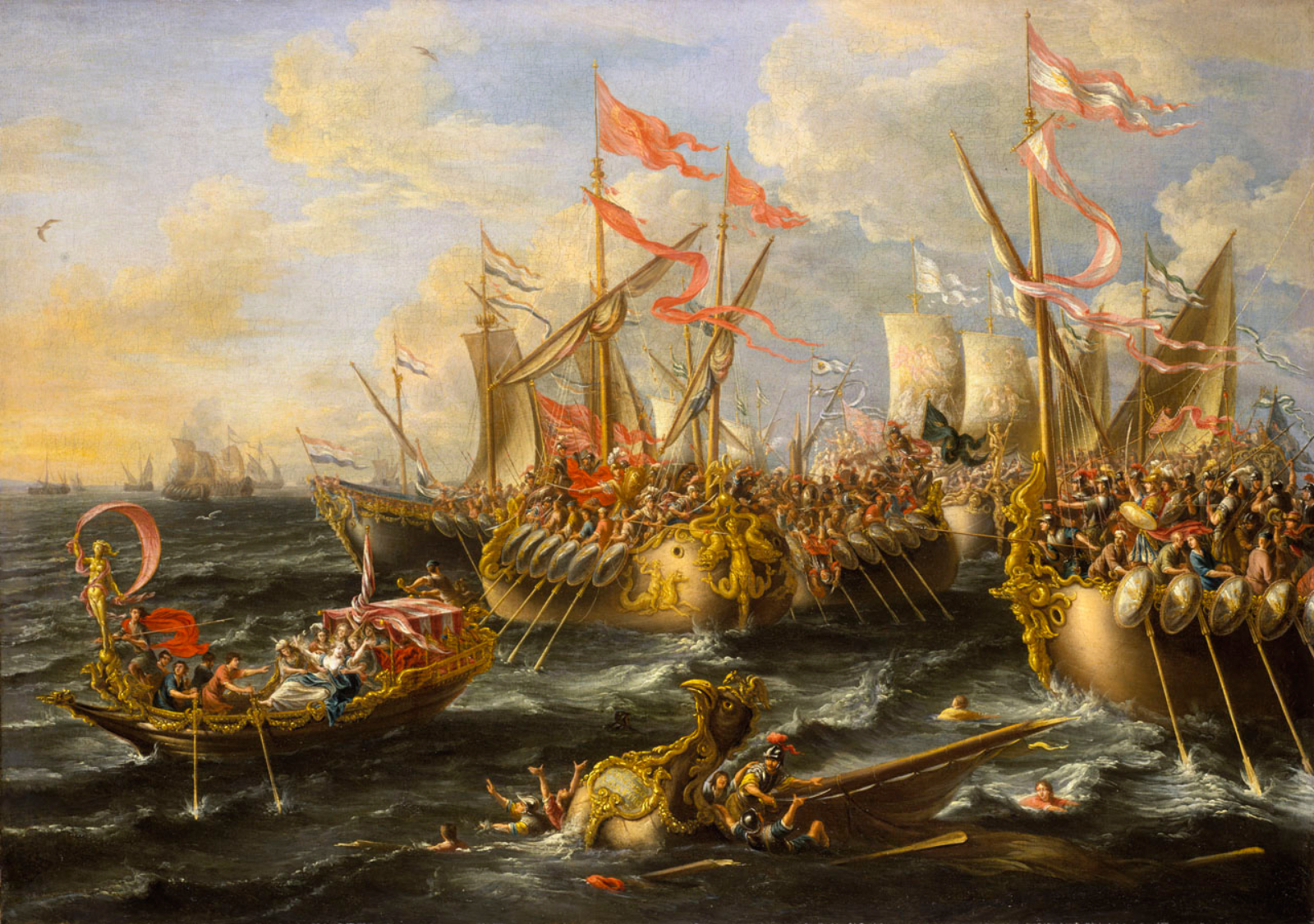
zeeslag tijdens de Slag bij Actium - artistieke impressie door Lorenzo A. Castro

De ambitieuze Sulla sloot zich aan bij de optimates en kwam in conflict met de politieke vos Marius (een oom van de latere Gaius Julius Caesar) die geen afstand wilde doen van zijn macht. Na een korte burgeroorlog brak Sulla de aloude wet dat de legioenen de Pomerium niet mogen oversteken (om een militaire staatsgreep te vermijden) en werd een dictator. Na een schrikbewind van twee jaar, waarin hij veel welgestelden liet ombrengen en hun bezittingen in beslag nam, trad Sulla vrijwillig af.
De nieuwe leider in Rome werd Gnaeus Pompejus, die Mithridates VI van Pontus versloeg, Syria en Judaea toevoegde aan het Rijk en de Middellandse Zee zuiverde van piraten. Hij werd echter in 60 v.Chr. gedwongen de macht te delen met Gaius Julius Caesar (de latere dictator Julius Caesar) en Marcus Licinius Crassus, met wie hij het Eerste Triumviraat vormde.
Caesar moest voor nieuwe koloniën zorgen zodat Pompejus' veteranen land konden krijgen als oudedagsvoorziening, maar in ruil daarvoor vroeg Caesar legioenen aan Pompejus. Daarmee begon hij zijn Gallische oorlog, die kon beginnen omdat Caesar zich te hulp liet roepen bij het beslechten van Gallische stammentwisten en eindigde met de verovering van Gallië door de Romeinen. Door jaloezie verslechterden de betrekkingen tussen Caesar en Pompejus en toen Crassus sneuvelde in de Slag bij Carrhae viel het triumviraat uit elkaar. Ook was de breuk tussen Caesar en Pompejus groter geworden, nadat de enige dochter van Caesar, Julia (die aan Pompejus uitgehuwelijkt was), stierf bij een bevalling.
Toen Caesar in 49 v.Chr. triomferend terugkeerde uit Gallië eisten de Senaat en Pompejus dat Caesar terugkeerde naar Rome zonder legioenen, zodat hij terecht kon staan voor misdaden die hij gepleegd zou hebben. Caesar stak de Rubicon (grens tussen Gallia Cisalpina en Italië) over, met maar een legioen: Legio XIII Gemina (Het tweelinglegioen). Met de beroemde woorden "Alea iacta est" gaf hij zelf aan dat de breuk met de senaat een onomkeerbaar feit was. Te Rome werd hij uitgeroepen tot dictator. Hij achtervolgde zijn tegenstanders naar Griekenland, waar hij in de slag bij Pharsalus de Pompejanen versloeg. Pompejus vluchtte naar Egypte waar hij werd vermoord door de Egyptische heerser Ptolemaeus, overigens tot ongenoegen van Caesar. Pompejeus was niet alleen een Romeins consul, maar ook een schoonzoon van Caesar. In Egypte maakte Caesar Ptolemaeus' zuster en echtgenote Cleopatra het hof en verwekte bij haar een zoon, Caesarion, kleine Caesar. Ptolemeus werd verdreven en verdronk uiteindelijk op de vlucht. In 45 v.Chr. versloeg Caesar in Spanje de laatste Pompejanen.
Caesar werd uitgeroepen tot dictator voor het leven en republikeinse senatoren onder leiding van Gaius Cassius Longinus vreesden dat met Caesar een nieuwe koningstijd zou beginnen. Daarom smeedden ze een complot om hem te doden. Dat werd uitgevoerd op 15 maart 44 v.Chr., de dag waarop Caesar door de senatoren werd vermoord. Onder hen was Caesars' adoptiezoon Marcus Junius Brutus (een afstammeling van Lucius Junius Brutus). De moordenaars hoopten als bevrijders door het Romeinse volk onthaald te worden.
Maar een aanhanger van Caesar, Marcus Antonius, wist in de verwarrende uren na Caesars dood de macht te grijpen en ruide de bevolking op tegen de moordenaarskliek. Cassius en Brutus vluchtten naar Griekenland. Toen Marcus Antonius het testament van Caesar opende, las hij dat niet hij, maar Gaius Octavius (Octavianus) (de latere keizer Augustus), door Caesar was geadopteerd en tot erfgenaam was gemaakt. Omdat het rijk toch bestuurd moest worden vormden Marcus Antonius en Octavianus samen met Marcus Aemilius Lepidus het Tweede Triumviraat. Samen versloegen ze de moordenaars in 42 v.Chr. bij de slag bij Philippi. Daarna verdeelden ze de provincies onder elkaar:
- Octavianus: het westen (Italia, Hispania, Gallia en Rome)
- Marcus Antonius: het oosten (o.a. Syrië en Egypte)
- Lepidus: de woestijnprovincie Africa.

Zowel Marcus Antonius als Octavianus wilden alleenheerser over de Romeinse wereld worden. Om meer militaire steun te verkrijgen begon Marcus Antonius een relatie met Cleopatra. Hij begon zich steeds meer als een oosterse monarch te gedragen en dit viel niet goed bij de elite in Rome. Deze werd door Octavianus snel opgezet tegen Marcus Antonius. In 36 v.Chr. werd Lepidus uit het Triumviraat gezet (deze mocht zijn vermogen en titels wel houden maar ging in ballingschap niet ver van Rome en speelde daarna geen rol van betekenis meer) en begon de tweestrijd tussen Octavianus en Marcus Antonius. In 31 v.Chr. versloeg Octavianus Antonius in de Slag bij Actium en werd zo alleenheerser over de Romeinse wereld. Marcus Antonius en Cleopatra pleegden zelfmoord. Octavianus werd de eerste heerser of keizer van het Romeinse Keizerrijk, in essentie een absolute monarchie, maar aanvankelijk werd er nog een republikeinse façade in stand gehouden.

## Principaat

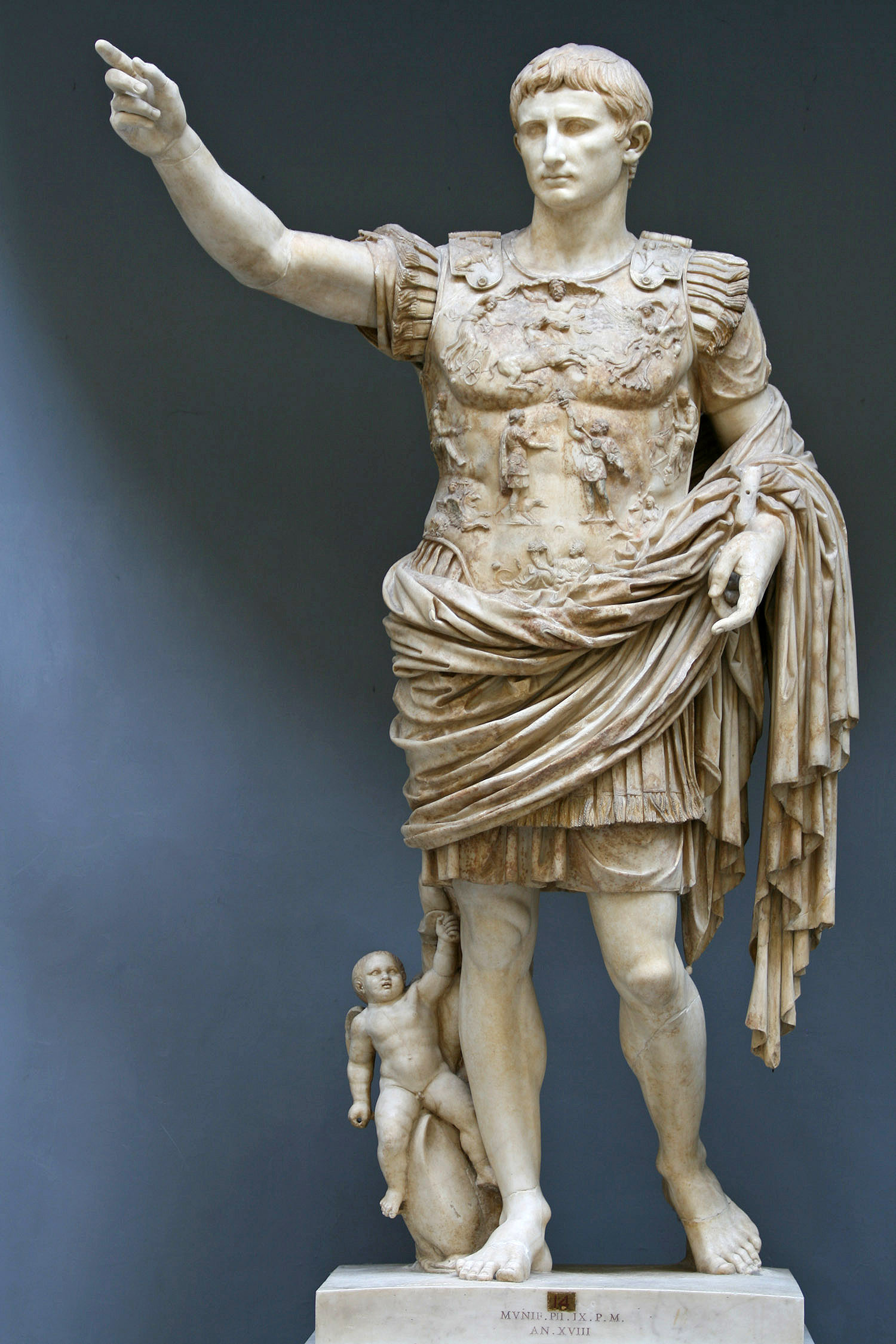
standbeeld van keizer Augustus

### Augustus, de eerste keizer
In 27 v.Chr. kreeg Octavianus van de Senaat de titels Augustus (de 'Verhevene'), princeps (eerste burger) en consul.
Deze titels leverden hem het imperium maius over alle legioenen en de tribunica potestas, die hem in staat stelde een veto over senaatsvoorstellen uit te spreken. Augustus bracht het aantal legioenen terug naar 28, ongeveer 150.000 man. Deze legioenen werden op de rijksgrenzen gestationeerd. Om meer controle over Rome te krijgen stichtte Augustus de pretoriaanse garde, zijn in drie cohorten verdeelde lijfwacht. Deze garde was de enige gewapende troepenmacht in Italië. Augustus voerde op buitenlands gebied aanvankelijk een expansionistische politiek ten opzichte van de Germanen, maar hij gaf na een nederlaag in het Teutoburgerwoud in 9 na Chr., waar drie legioenen onder leiding van Publius Quinctilius Varus werden verslagen, het plan op om Germanië tot aan de Elbe te veroveren. Augustus concentreerde zich hierna op het stichten van de Pax Romana, een door de Romeinse legioenen bewaakte vrede. Een hoogtepunt in de buitenlandse politiek van Augustus was dat hij de door Crassus aan de Parthen verloren adelaars terugkreeg.
Zijn neef en erfgenaam Marcus Claudius Marcellus overleed in 23 v.Chr. Augustus huwelijkte zijn dochter Julia aan zijn nieuwe beoogde opvolger uit, zijn oude vriend Marcus Vipsanius Agrippa. Julia schonk Agrippa drie zoons, die allen in aanmerking kwamen voor de opvolging na het overlijden van Agrippa in 12 v.Chr. De oudste zoon Gaius Caesar stierf in 4, de middelste zoon Lucius Caesar in 2 en de jongste zoon Postumus Agrippa werd in 14 vermoord. Tegenwoordig wordt aangenomen dat Livia, de laatste vrouw van de keizer, daarvoor heeft gezorgd, want op die manier kon haar eigen zoon Tiberius, uit een eerder huwelijk, opvolger worden. Die kreeg in het jaar 2 van de senaat de titel Pater Patriae, vader van het vaderland. Augustus gaf bij zijn sterven in 14 na Chr. te Nola, op 75-jarige leeftijd, aan zijn opvolger Tiberius de raad het Romeinse Rijk niet verder dan de Rijn en de Donau uit te breiden. Tiberius en zijn opvolgers hebben dit advies ook grotendeels opgevolgd.

### Julisch-Claudische dynastie

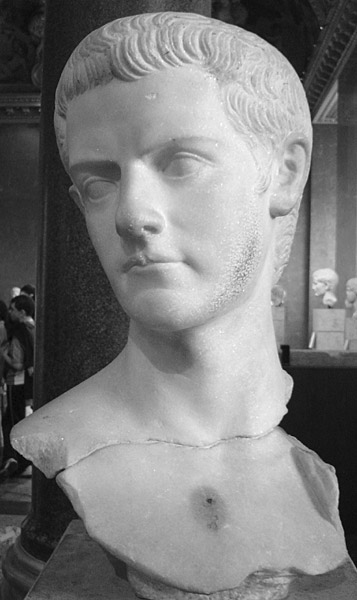
Buste van Caligula

Tiberius zette de politiek van Augustus voort, maar was niet erg populair. Veel senatoren verlangden een terugkeer naar de Republiek en Tiberius hield hen scherp in de gaten. In 27 was hij het leven in Rome helemaal zat en hij trok zich terug op het eiland Capri. Hier ging Tiberius zich te buiten aan orgieën terwijl hij Rome liet regeren door Lucius Aelius Seianus, de pretoriaanse prefect. Toen echter bleek dat Seianus zijn zinnen had gezet op de keizerstroon, liet Tiberius hem vermoorden en vervangen door Quintus Naevius Sutorius Macro. In 37 stierf Tiberius op 79-jarige leeftijd een verdachte natuurlijke dood, die mogelijk door Macro en Tiberius' opvolger Caligula bespoedigd is.
Caligula begon zijn regering voorspoedig; men verwachtte een einde aan de willekeur van Tiberius. Na een halfjaar op de troon werd de jonge keizer vermoedelijk zwaar ziek, waarbij zijn geestelijke vermogens werden aangetast. Hij riep zijn paard Incitatus uit tot consul en zichzelf als levende god. Hij begon voorbereidingen tot een invasie van Brittannië, maar omdat zijn soldaten weigerden in te schepen wegens de woelige zee, liet hij hen als straf schelpen rapen in Bononia, aan de Gallisch noordkust. In 41 werd hij vermoord door zijn getergde pretoriaanse prefect, Cassius Chaerea.
Chaerea probeerde vervolgens samen met de Senaat de Republiek te herstellen, maar de andere pretorianen hadden de licht gehandicapte oom (hij stotterde en liep mank) van Caligula, Claudius, 'achter een gordijn gevonden' en riepen hem uit tot keizer. Chaerea werd ter dood gebracht en Claudius begon zijn grotendeels voorspoedige regering. Hij liet in Ostia een nieuwe haven bouwen, waardoor de graantoevoer naar Rome vergroot werd. Omdat hij vanwege zijn handicap niet voor vol werd aangezien ging Claudius op zoek naar militaire roem. Hij begon aan de Romeinse invasie van Brittannië in 43 die, anders dan die van Caesar een eeuw tevoren, succesvol was. Het privéleven van de keizer was minder gelukkig. Hij viel onder de invloed van zijn vrouw Messalina en hij liet haar na een mislukte samenzwering vermoorden. Hij hertrouwde met de ambitieuze Julia Agrippina minor, die haar zoon Nero op de keizerstroon wilde zetten. In 54 stierf Claudius door gif dat via een (braak)veer in zijn keel werd gebracht.
Nero's regering begon voorspoedig, onder begeleiding van de filosoof en staatsman Seneca, maar hij werd steeds megalomaner. In 55 liet hij zijn stiefbroer Britannicus vermoorden en in 59 zijn moeder, nadat zij zich naar Nero's zin iets te veel met het staatsbestuur bemoeide. Het volk van Rome beschuldigde hem ervan de Grote Brand (64) van Rome te hebben veroorzaakt en tijdens de brand op een lier te hebben staan spelen, maar hij besloot de chrestiani, de christenen, hiervan de zondebok te maken. Op de afgebrande delen van de stad liet hij zijn Gouden Huis bouwen. In 65 liet Nero Seneca, de enige overgebleven stabiele kracht in de regering, zelfmoord plegen. Nero zag zichzelf ook als een groot artiest (hij was zanger en atleet; op de Olympische Spelen werd hij kampioen wagenrennen, ook al viel hij voor de eindstreep uit zijn wagen). In 66 mislukte een samenzwering onder leiding van Piso, maar Nero's positie was onherstelbaar verzwakt. In 68 kwam de Gallische gouverneur Gaius Julius Vindex in opstand. Dit leidde tot grote paniek in Rome en ondanks de nederlaag van Vindex tegen Lucius Verginius Rufus brokkelde Nero's positie snel af. Nero werd uiteindelijk door de Senaat tot staatsvijand uitgeroepen en hij pleegde zelfmoord onder de woorden: "Qualis artifex pereo" (wat een kunstenaar sterft er met mij...)

### Vierkeizerjaar en de Flavische dynastie

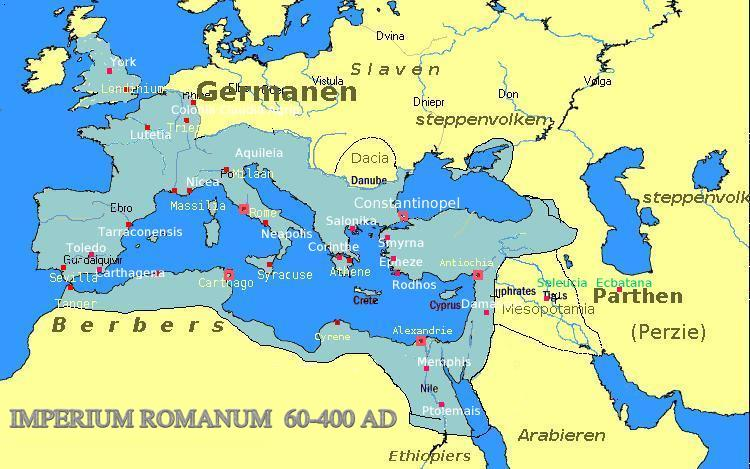
Het Romeinse Rijk tussen de jaren 60 n.Chr. en 400 n.Chr.

Na de dood van Vindex ging de opstand tegen het keizerlijk gezag verder en de provinciale gouverneurs schaarden zich achter Servius Sulpicius Galba, de gouverneur van Hispania Tarraconensis. In januari 69 kwam Galba aan in Rome en werd terstond uitgeroepen tot keizer. De Rijnlegioenen accepteerden Galba echter niet als keizer en riepen hun commandant Aulus Vitellius uit tot keizer en marcheerden op naar Rome. Tevens maakte de eerlijke en zuinige Galba de fatale fout de pretoriaanse garde geen donativum toe te kennen.
De Garde werd door Galba's afgewezen rechterhand, Marcus Salvius Otho, omgekocht en hij werd vermoord. Otho werd nu de nieuwe keizer, maar kon slechts kort van het keizerschap genieten. Vitellius' legioenen waren namelijk in Noord-Italië aangekomen. Hoewel Otho de steun had van de legioenen in Africa, Egypte en aan de Eufraat en de Donau, had Vitellius meer legioenen ter plaatse. De Donaulegioenen spoedden zich naar Otho's leger in Bedriacum, in de buurt van het Noord-Italiaanse Cremona, maar kwamen te laat voor het treffen tussen de beide legers op 14 april 69 (Eerste Slag bij Bedriacum). Otho wilde verder bloedvergieten voorkomen en pleegde op 17 april zelfmoord. Vitellius trok Rome binnen.
In juli van dat jaar riepen de legioenen in Judaea en Syria de gevierde generaal Vespasianus uit tot keizer. Hij kon vanwege de Joodse Opstand echter niet zelf naar Rome en hij stuurde zijn vriend Gaius Licinius Mucianus met de Syrische legioenen naar Europa. In Poetovio, in het huidige Roemenië, verklaarden de keizerloze Donaulegioenen o.l.v. Marcus Antonius Primus hun steun aan Vespasianus. De Donaulegioenen trokken in oktober Italië binnen en het kwam wederom in Bedriacum tot een treffen met de legioenen van Vitellius, die deze keer verslagen werden (Tweede Slag bij Bedriacum). Op 20 december trok Primus Rome binnen en de volgende dag nam Mucianus de macht over in naam van Vespasianus.
Vespasianus stichtte een nieuwe keizerlijke dynastie, de Flaviërs. Om zijn populariteit bij het volk te vergroten liet hij het Gouden Huis van Nero afbreken en in plaats daarvan bouwde hij het Flavisch Amfitheater, beter bekend als het Colosseum. Ook saneerde Vespasianus de staatsfinanciën met nieuwe belastingen. Hij herintroduceerde de urinebelasting van Nero, wat hij tegenover zijn zoon Titus rechtvaardigde met (geparafraseerd) de woorden: "pecunia non olet" ("geld stinkt niet"). Vespasianus stierf in 79 en joviaal als hij was eindigde hij zijn leven met de woorden: "Vae, puto deus fio" ("Ik denk dat ik een god aan het worden ben") en "Imperatorem stantem mori oportet" ("Een keizer moet staande sterven").
Hij werd opgevolgd door zijn oudste zoon Titus. Titus stond als jongeman bekend als een bijzonder wreed man, maar hij ontpopte zich tot een van de betere keizers die Rome ooit heeft gekend. In het eerste jaar van zijn regering barstte de Vesuvius uit en vernietigde de steden Pompeï en Herculaneum. Titus gaf gul geld aan de getroffenen. Hij heeft zelfs eens, toen hij een dag lang niets goeds gedaan had, gezegd: "Amici, diem perdidi" ("Vrienden, ik heb een dag verloren"). Op 13 september 81 stierf Titus op de leeftijd van 42 jaar, mogelijk vermoord door zijn broer, Domitianus.
Domitianus volgde Titus op. Hij maakte zich al snel gehaat bij de Senaat. Door zijn verhoging van de soldij en veldtochten tegen de Germaanse Chatten en de Daciërs ten noorden van de Donau maakte hij zich wel populair bij de legioenen. Hij veroverde een deel van Germania dat bekend werd onder de naam Agri decumates. In 96 werd Domitianus vermoord in een complot waarbij zowel leden van de keizerlijke huishouding als leden van de pretoriaanse garde bij betrokken waren.

### Adoptiefkeizers
Na de moord op Domitianus kozen de senatoren een van hen, Marcus Cocceius Nerva tot keizer. Nerva stond hoog in de aanzien bij de Senaat, maar had te maken met opstanden onder de legioenen die Domitianus trouw waren. De pretoriaanse garde drong zelfs het keizerlijk paleis binnen om de moordenaars van Domitianus te straffen. Nerva moest diep door het stof en adopteerde de succesvolle militair Trajanus als zoon en erfgenaam. In 98 stierf Nerva een natuurlijke dood en werd door zijn adoptiefzoon Trajanus opgevolgd. Trajanus was de eerste uit een reeks van vijf hoogst succesvolle Adoptiefkeizers.
Trajanus stond bekend als de keizer onder wie het Rijk de grootste omvang bereikte. Trajanus' betrekkingen met zowel de Senaat als de legioenen waren perfect te noemen en de Senaat gaf hem de titel optimus (beste). Trajanus breidde het Romeinse Rijk uit door middel van enkele ambitieuze oorlogen. In 101 leidde de keizer een strafexpeditie tegen Dacië dat zich aan Rome moest onderwerpen. Toen de Dacische koning Decebalus opnieuw in opstand kwam trok Trajanus opnieuw tegen hem op en vernietigde in 106 de Dacische hoofdstad Sarmizegetusa. De Daciërs werden uitgeroeid (een van de weinige gevallen van Romeinse genocide) en Dacia werd een Romeinse provincie met Colonia Ulpia Traiana (het vroegere Sarmizegetusa) als hoofdstad. Toen de koning van Nabatea (een koninkrijk in Jordanië) stierf, erfde Rome het gebied dat werd omgevormd in de provincie Arabia Petraea. In 113 ontstond er een conflict met Parthië over het betwiste vazalkoninkrijk Armenië. De Parthischgezinde koning werd afgezet en Trajanus rukte op naar de Parthische hoofdstad Ctesiphon, nabij het huidige Baghdad. Hij lijfde Mesopotamia in als nieuwe Romeinse provincie. Trajanus drong door tot in Susa, 250 km ten oosten van de Tigris, de oostelijkste plek waar ooit een Romeinse strijdmacht is geweest. Trajanus kon echter het fort Hatra, nabij het huidige Noord-Iraakse Al Hadr, niet innemen. Zijn gezondheid ging achteruit en hij overleed op 8 augustus 117 in Cilicië.
Trajanus werd door zijn eigen adoptiefzoon Hadrianus opgevolgd (dit was echter niet vanzelfsprekend; geruchten deden de ronde dat Pompeia Plotina, Trajanus' vrouw, de opvolging vervalst had). Hadrianus maakte zich onmiddellijk gehaat bij de Senaat door bij aankomst in Rome enkele, mogelijk verraderlijke, senatoren te laten ombrengen. Hadrianus kwam tot de conclusie dat het praktisch onmogelijk was om alle veroveringen van Trajanus te consolideren en hij trok de Romeinse legioenen terug achter de Eufraat. Alleen Dacië, ten noorden van de Donau, werd behouden.
Tijdens zijn regeerperiode reisde Hadrianus alle provincies van het Rijk af en voerde belangrijke, lokale militaire hervormingen door. De belangrijkste tastbare nalatenschap van Hadrianus is de Muur van Hadrianus in Britannia, die bescherming moest bieden tegen de woeste Picten ten noorden daarvan. Hadrianus ontwikkelde de Romeinse bureaucratie verder en belangrijke mannen, zoals Suetonius, waren ambtenaar. Hadrianus stierf in 138, gehaat door de Senaat.
Zijn opvolger was zijn geadopteerde zoon Antoninus Pius. Toen de Senaat na de dood van Hadrianus de overleden keizer weigerde te vergoddelijken, dreigde Antoninus de troon af te wijzen. Hadrianus werd alsnog vergoddelijkt. Onder Antoninus Pius bereikte het Romeinse Rijk het hoogtepunt van zijn bloeiperiode. Oorlog was vrijwel afwezig en de handel vond ongestoord zijn doorgang. In 161 stierf Antoninus Pius op 74-jarige leeftijd.

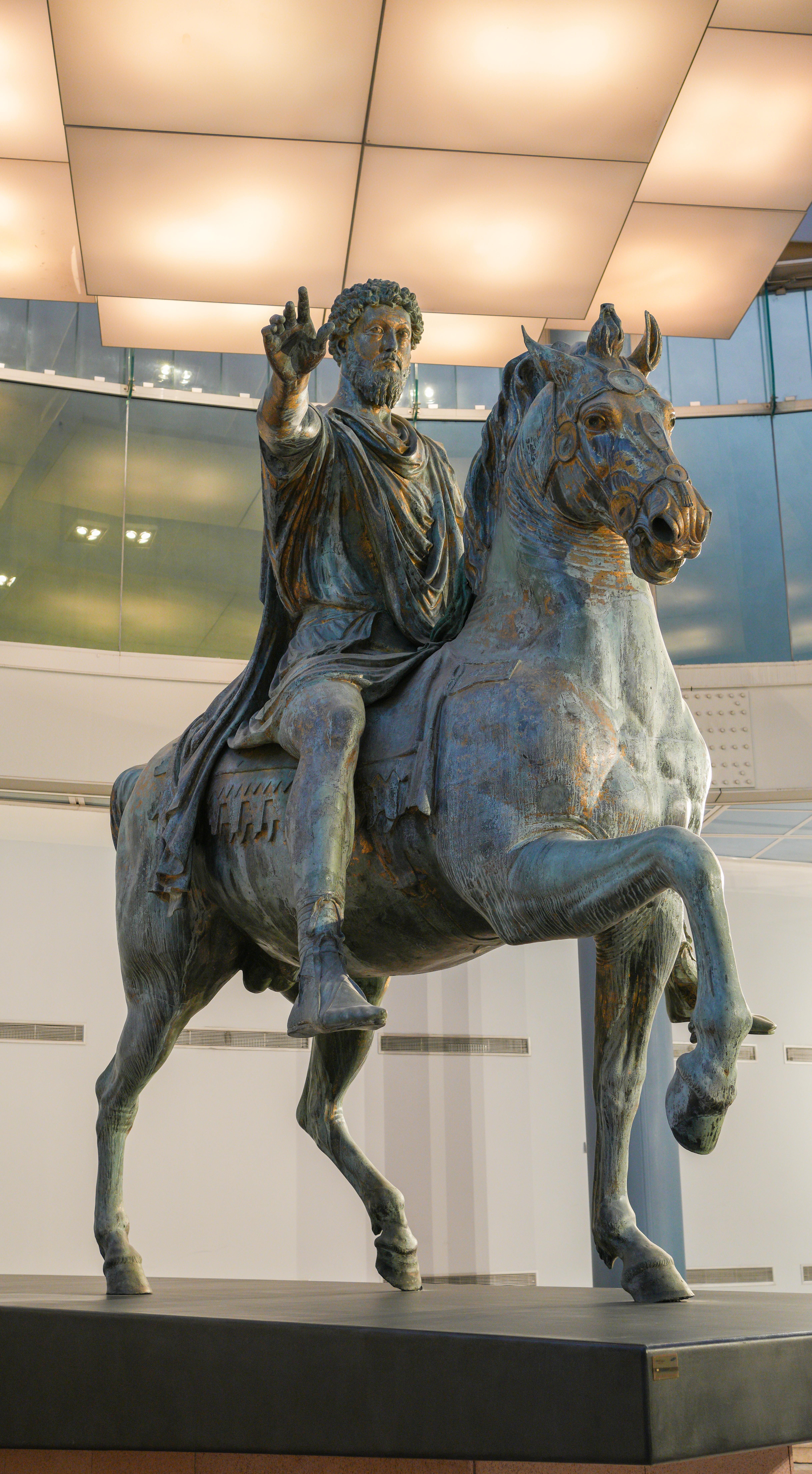
Marcus Aurelius

Antoninus had maar liefst twee zonen geadopteerd, die beiden keizer werden: de filosoof Marcus Aurelius en Lucius Verus. Met de vrede in het Rijk was het snel gedaan; de Parthen vielen Syria aan en Lucius Verus trok met de legioenen naar het oosten en de Parthen werden verpletterend verslagen. De zegevierende troepen brachten echter ook de pest mee terug naar het Rijk, die jarenlang het Rijk zou teisteren. In 169 stierf Lucius Verus en Marcus Aurelius werd alleenheerser.
Aan de Donaugrens was het ook onrustig en de Marcomannen en de Quadi vielen Italië binnen. Marcus Aurelius wist ze echter terug te drijven. De keizer zou de rest van zijn leven doorbrengen aan de Donaugrens en vele overwinningen boeken. Ondanks de afmattende veldslagen vond de stoïcijnse Marcus Aurelius de tijd om zijn beroemde memoires, de Ta eis heauton ('Geschriften aan zichzelf'), te schrijven, in het Grieks; dit wijst op het culturele prestige dat Hellas toen nog altijd had. In 180 overleed hij.
Anders dan zijn voorganger had Marcus Aurelius geen zoon geadopteerd. In plaats daarvan volgde zijn eigen zoon Commodus hem op. Met Commodus kwam er een eind aan een periode van goed en stabiel bestuur. De nieuwe keizer ging zich te buiten aan gladiatorengevechten en waande zichzelf een nieuwe Hercules. Hij sloot vrede met de halfverslagen Germanen. Elke vorm van tegenstand werd de kop ingedrukt. Commodus was zelfs zo arrogant dat hij Rome naar zichzelf vernoemde, Colonia Commodiana. Op 31 december 192 had zijn impopulariteit zo’n hoogte bereikt dat de prefect van de pretoriaande garde Quintus Aemilius Laetus in samenwerking met Commodus' concubine Marcia een goed voorbereid complot tot uitvoer brachten. Commodus werd vergiftigd en toen dit niet afdoende bleek uiteindelijk gewurgd door een atleet. Pertinax was de beoogde nieuwe keizer. Deze moord wordt gezien als het einde van het tijdperk van de Adoptiefkeizers.

### Burgeroorlog en de Severische dynastie

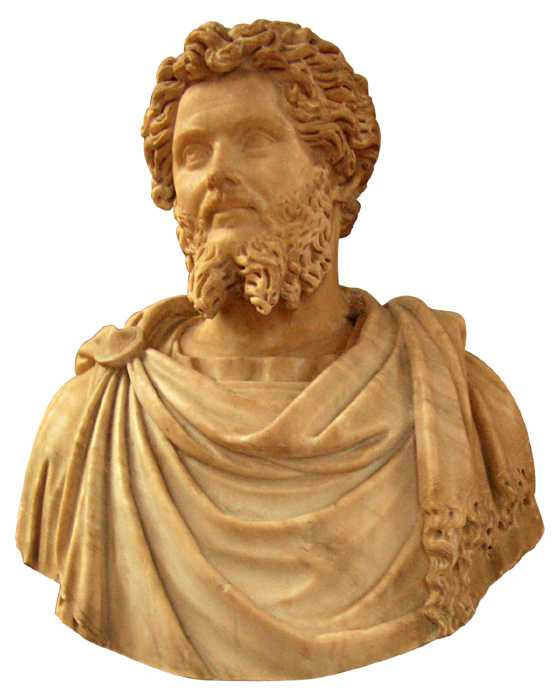
Septimus Severus kwam als overwinnaar uit de burgeroorlog

Na de dood van Commodus werd de relatief integere Pertinax keizer. Hij trachtte de corruptie van Commodus ongedaan te maken, maar opereerde politiek niet altijd even handig. Hij vervreemde Laetus, de man aan wie hij de troon te danken had, van zich. Ook slaagde hij er niet in om het door hem toegezegde donativum aan alle leden van de pretoriaanse garde uit te betalen. Dit liep uit de hand toen leden van de Garde verhaal kwamen halen. Op 28 maart 193 drongen zij het keizerlijk paleis binnen. Hoewel het er aanvankelijk naar uitzag dat hij de boel nog kon sussen werd Pertinax door een naar men zegt Tungrisch lid van de pretoriaanse garde ter dood gebracht.
De pretorianen probeerden nu de kandidaten voor het keizerschap tegen elkaar uit te spelen. Uiteindelijk verkreeg Didius Julianus de keizerlijke titel, nadat hij beloofd had om een donativum van 25.000 sestertiën per man te betalen. De gouverneurs van de provincies konden zich niet met deze gang van zaken verenigen. Zowel Clodius Albinus, gouverneur van Britannia, Pescennius Niger, gouverneur van Syria, en Septimius Severus, gouverneur van Pannonia Superior werden door hun legioenen tot keizer uitgeroepen.
Septimius Severus beschikte over de meeste legioenen. Bovendien lag zijn Donauleger het dichtst in de buurt van Rome. Op 2 juni arriveerde hij in de hoofdstad. Hij ontbond de pretoriaanse garde en liet deze vervangen door zijn eigen mannen. Pertinax' moordenaars en Didius Julianus werden terechtgesteld. De delen van de Senaat, die liever Niger of Albinus als keizer had gezien, werden gedwongen Severus tot keizer uit te roepen en Niger tot staatsvijand te verklaren.
Voor het moment kende Severus aan Clodius Albinus de titel Caesar toe. Hij wilde een tweefrontenoorlog vermijden. Hierdoor kon Severus zich geheel concentreren op Niger. In het voorjaar van 194 werd Niger na een harde strijd in Cilicië verslagen. In de herfst van 195 riep Severus zijn oudste zoon Caracalla uit tot Caesar uit en liet hij Clodius Albinus door de Senaat uitroepen tot staatsvijand. Na een moeizame oorlog van twee jaar kwam het op 19 februari 197 in het Rhônedal nabij Lugdunum (het huidige Lyon) tot een beslissende slag. De slag werd gewonnen door de legioenen van Septimius Severus. Het zou een van de bloedigste veldslagen zijn geweest die ooit tussen Romeinen onderling is uitgevochten.
Toen Septimius Severus eenmaal alleenheerser was, begon hij aan een zegerijke veldtocht tegen de Parthen. In 198 plunderden hij en zijn zonen Ctesiphon, vermoordden de mannen van de stad en maakten de vrouwen en kinderen tot slaaf. Nooit zou een Romeins leger nog zo'n grote overwinning boeken in het Oosten. In het eerste decennium van de 3e eeuw werden zowel Caracalla als diens jongere broer Geta tot Augusti, medekeizers, verheven. Septimius Severus voerde ook oorlog tegen de Picten in het noorden van Britannia. Tijdens zijn verblijf in Eboracum overleed de keizer op 4 februari 211 op 65-jarige leeftijd.
Zijn beide zonen werden toen keizer, maar konden het niet goed met elkaar vinden. Beiden ambieerden het alleenheerser schap, vergaarden aanhangers en maakten zich op voor een burgeroorlog. Bang als hij was voor de toenemende populariteit van zijn broer, liet Caracalla Geta in december 211 vermoorden. Hij kocht de pretorianen om teneinde deze stil te houden en liet 20.000 van Geta's aanhangers ombrengen.
In 212 vaardigde Caracalla de beroemde Constitutio Antoniniana uit, waarin alle vrije mannen in het Rijk het Romeins burgerrecht verleend werd. In 213 voerde de keizer oorlog tegen de Germanen, gekleed in een caracallus (een Keltische soldatenmantel, waaraan de keizer zijn naam ontleende). In 214 vertrok de keizer naar het oosten, waar hij de eerste tekenen van een voortschrijdende geestesziekte vertoonde. Hij liet zijn leger de oorlog van Alexander de Grote, waarmee de keizer zich vereenzelvigde, naspelen. Toen hij in 215 Alexandrië bezocht, richtte hij een bloedbad aan onder de bevolking, omdat men hem zou hebben beledigd. In hetzelfde jaar kwamen in Rome de beroemde Thermen van Caracalla gereed. In 216 waren er schermutselingen met de Parthen. Toen de keizer op het punt stond het Parthenrijk binnen te vallen, werd hij op 8 april 217 het slachtoffer van complot dat beraamd was door zijn pretoriaanse prefect, Macrinus.
Macrinus werd de nieuwe keizer en hij probeerde vrede te sluiten met de Parthen. Deze zagen dit als een teken van zwakte en vielen het Rijk binnen. Macrinus moest een nadelige vrede sluiten en verloor snel de steun van leger en volk. De machtige vrouwen van de Severische dynastie, Julia Maesa (grootmoeder) en Julia Soaemias (moeder), riepen Elagabalus uit tot keizer. In een veldslag op 8 juni 218 werd Macrinus verslagen. Later werd hij gedood in Cappadocië.
Elagabalus was een aanhanger van de cultus van Deus Sol Invictus en trachtte deze godheid tot oppergod der Romeinen te maken, maar hij maakte zich daarbij volgens velen schuldig aan godslastering. Daarom werd de keizer op 11 maart 222 door de pretoriaanse garde vermoord en zijn lichaam werd in de Tiber gegooid.
Zijn neef Severus Alexander werd door zijn moeder, Julia Mamaea, en de Garde tot keizer uitgeroepen. Hij regeerde het Rijk met behulp van zijn moeder; de kwaliteit van het bestuur nam weer enigszins toe. Veel mensen ergerden zich echter aan de macht van Julia Mamaea. In 224 namen de agressieve Sassanidische Perzen o.l.v. Ardashir de macht over van de door Septimius Severus ernstig verzwakte Parthen. De oostgrens werd ernstig bedreigd en in 230 ging Mesopotamia voorgoed verloren. De oorlog tegen de Perzen werd weliswaar gewonnen, maar de problemen waren niet voorbij. Aan de Donaugrenzen roerden de Germaanse stammen zich weer, zodat in 235 de keizer weer aan de Donau moet optreden. Deze keer was de keizer echter uit op onderhandeling, zeer tegen de zin van zijn legioenen. De keizer en zijn moeder werden door muitende troepen o.l.v. Maximinus Thrax vermoord.

### Crisis van de derde eeuw

Invasies van "barbaren" in het Romeinse Rijk

Maximinus Thrax (de Thraciër) was de eerste soldatenkeizer, dat wil zeggen keizers die door hun legioenen op de troon werden geplaatst. Hij stond bekend als de eerste barbaarse keizer. Hij had een hartgrondige hekel aan de adel en hij liet iedereen die hij van samenzweren verdacht zwaar vervolgen. In 235 mislukte een complot om de keizer af te snijden van zijn troepen in Germania, waar Maximinus Thrax tegen de Alemannen vocht. De keizer verdubbelde de soldij van zijn mannen, wat leidde tot een hogere belastingdruk voor zijn onderdanen. De belastingheffers werden steeds hardhandiger in het verkrijgen van de belastingen en in 238 riepen opstandelingen in Africa de proconsul Gordianus uit tot keizer Gordianus I, samen met diens zoon Gordianus II. De opstand werd echter op 12 april neergeslagen en de Gordiani komen om het leven. De Senaat, die keizer Maximinus tot staatsvijand had verklaard, kon niets anders doen dan de opstand voortzetten. De Senaat riep twee van zijn eigen leden, Pupienus en Balbinus, uit tot keizer, maar dit viel in slechte aarde bij de Romeinse bevolking. Ook werd bekend dat keizer Maximinus met een leger op weg was naar Rome. Om de gemoederen te sussen werd de kleinzoon van Gordianus I door de Senaat uitgeroepen tot keizer Gordianus III. Pupienus stelde zichzelf aan het hoofd van een leger om Maximinus het hoofd te bieden, maar deze werd in de lente van 238 te Aquileia door zijn eigen legioenen vermoord. Hoewel de bevolking opgelucht was dat Maximinus dood was, nam de onrust in de stad toe en Pupienus moest terugkeren om de orde te herstellen. Het wantrouwen tussen Pupienus en diens collega Balbinus bracht de pretoriaanse garde er toe de beide mannen op 29 juli te vermoorden.
Gordianus III was nu alleenheerser. Onder de nieuwe keizer leek de glorie van Rome zich te herstellen. De Goten en de Sarmaten werden teruggeslagen en de grenzen werden veiliggesteld. Toen de Sassaniden o.l.v. koning Shapur I de Eufraat overstaken, opende de keizer de deuren van de Tempel van Janus voor de laatste keer. De deuren van deze tempel bleven traditioneel in vredestijd gesloten en de definitieve opening luidde het definitieve einde van de Pax Romana in. De keizer stond onder de goede invloed van zijn mentor Thimestus en was erg geliefd bij de bevolking. Toen Thimestus stierf benoemde Gordianus Marcus Julius Philippus Arabs (Philippus de Arabier) tot zijn nieuwe adviseur. Op 22 januari 244 stierf de geliefde keizer, mogelijk door toedoen van Philippus.
Philippus sloot een ongunstige vrede met Shapur om zich op de vestiging van zijn dynastie te richten. Van 245 tot 247 was de keizer aan het front aan de Donau, waar hij vocht tegen de Carpi en andere Germaanse stammen. Op 21 januari 248 werd het duizendste verjaardagsfeest van Rome (gesticht 753 v.Chr.) op grootse wijze geopend door de keizer. Er brak echter een opstand uit aan de Donaugrens en naburige stammen maakten gebruik van de gelegenheid om het Rijk binnen te vallen. Ook broeit het verzet in het oosten van het Rijk, waar zijn broer Priscus een wanbeleid voert. De opstand werd neergeslagen door de nieuwe commandant van de Moesische en Pannonische legioenen, Traianus Decius, die onmiddellijk door zijn legioenen tot keizer werd uitgeroepen. In de herfst van 249 troffen de legioenen van Philippus en Decius elkaar in Verona, waar Philippus sneuvelde.
Om de eenheid van het Rijk te bevorderen, eiste de nieuwe keizer dat iedereen de staatsgoden vereerde. De christenen weigerden en Decius begon met de eerste grote, systematische christenvervolging. Decius was een capabele bestuurder, maar hij kon niet voorkomen dat de Goten het Rijk in 251 binnenvielen. Decius en zijn zoon liepen in een Gotische hinderlaag en sneuvelden in de strijd. Decius was de eerste keizer die in de strijd omkwam.
De gouverneur van Moesia, Trebonianus Gallus, werd door de legioenen tot keizer verheven en hij sloot een onvoordelige vrede met de Goten, waarbij werd afgesproken dat Rome elk jaar tribuut aan de Goten zouden betalen. Ondertussen ging Rome onder een pokkenepidemie gebukt. Wanneer in 253 de commandant van de Donaulegioenen, Aemilianus, de tribuut die voor de Goten was bestemd onder zijn troepen verdeelde, werd hij terstond tot keizer verheven. Muitende troepen brachten Trebonianus Gallus en zijn zoon om het leven, maar de Senaat schoof een nieuwe keizer, Valerianus, naar voren om Aemilianus te verslaan. Aemilianus zou uiteindelijk niet door Valerianus, maar door mannen uit zijn eigen aanhang worden omgebracht.
Valerianus benoemde zijn zoon Gallienus tot medekeizer en gaf hem de heerschappij over het westen van het Rijk. Zelf heerste hij over het oosten. In 257 heroverde Valerianus Antiochië op de Perzen. Toen in 259 de Goten Anatolië binnenvielen, maakte Sjapoer I daar gebruik van om Rome aan te vallen. Keizer Valerianus werd door Shapur gevangengenomen, een ware vernedering voor de keizer. Volgens de christelijke overlevering werd Valerianus door de koning als opstapje voor zijn paard gebruikt en zou hij in 260 na zijn dood door Sjapoer gevild, opgezet en in een tempel tentoongesteld zijn. Gallienus had ondertussen de grootste moeite het Rijk bijeen te houden en verschillende usurpatoren roerden zich en een van hen, Postumus, stichtte zelfs een rivaliserend rijk, het Gallische keizerrijk, dat zich van 260 tot 274 wist te handhaven.
Ondanks deze tegenslagen wist Gallienus het volk door middel van propaganda aan zijn kant te houden. Hij hervormde het Romeinse staatsbestuur en de macht van de Senaat werd zwaar verminderd. Hij maakte hierdoor veel vijanden en hij werd in september 268 vermoord.
Een van de samenzweerders werd de nieuwe keizer Claudius II. Hij moest de Alemannen in Noord-Italië het hoofd bieden, maar vooral de Goten eisten zijn aandacht op. Hij wist hen zware verliezen toe te brengen en kreeg de erenaam Gothicus. Door middel van onderhandeling werden heel Gallië ten oosten van de Rhône en de Iberische provincies, deel van het Gallische Rijk, weer deel van het Romeinse Rijk. Koningin Zenobia van Palmyra, een machtige Romeinse vazalstaat, verklaarde Palmyra onafhankelijk en bezette Egypte. Een hongersnood was het gevolg. In januari 270 raakte het leger van Claudius besmet met de pest. Claudius was een van de slachtoffers.
Na een korte heerschappij van Claudius' broer, Quintillus, werd Claudius' vriend en medesamenzweerder, Aurelianus, keizer. Hij herstelde het Rijk door de Alemannen wederom te verslaan en het Gallische Rijk en Palmyra werden weer in het gareel gebracht. Aurelianus was, net als Elagabalus voor hem, een aanhanger van Sol Invictus en wilde deze god tot staatsgod uitroepen. In 275 werd de keizer, op veldtocht in het oosten, vermoord.
De Senaat koos de oude senator Tacitus als keizer, maar hij was geen goede keuze omdat het Rijk een militair nodig had. Tacitus stierf het volgende jaar en na een korte regeerperiode werd zijn halfbroer Florianus door de succesvolle generaal Probus afgezet. Probus versloeg in 278 de Franken, de Vandalen en de Bourgondiërs. Toen hij in 283 de legioenen aan het werk wilde zetten aan civiele projecten werd hij door zijn eigen mannen vermoord, die vervolgens Carus uitriepen tot keizer.
Carus sloeg een Germaanse invasie terug, maar kwam om in een veldtocht tegen de Parthen. Zijn zonen Carinus en Numerianus bestuurden voor korte tijd het Rijk, maar het leger verhief op 20 november 284 Diocletianus tot keizer.

## Dominaat en tetrarchie

### Diocletianus en de vorming van de tetrarchie

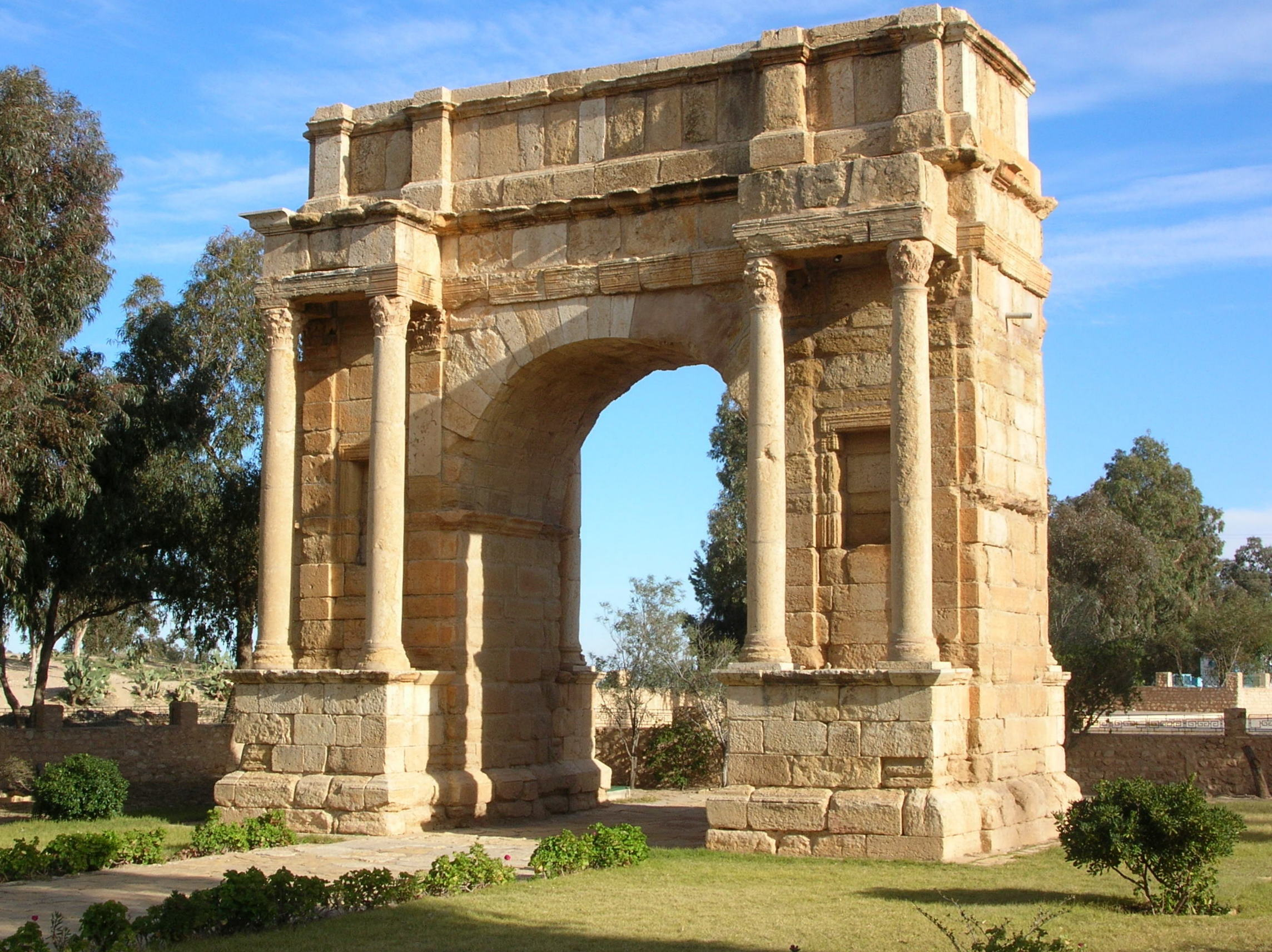
Triomfboog van de tetrarchie te Sbeitla

Onder de heerschappij van Diocletianus veranderde het keizersambt volledig. In plaats van de republikeinse façade van het Principaat te handhaven, liet hij zich dominus (heer) noemen en heerste hij als een autocraat over het Rijk. Hij wilde de eenheid in het Rijk herstellen en de godsdienst moest daaraan bijdragen. Iedereen die de goden niet vereerde werd ter dood gebracht. De belangrijkste slachtoffers van deze politiek waren de christenen. Omdat het eenhoofdige bestuur herhaaldelijk tot problemen leidde, benoemde Diocletianus zijn vriend Maximianus tot Augustus en Caesar. Hij kreeg tevens het bestuur over de westelijke helft van het Rijk. Diocletianus regeerde over de oostelijke helft. Op 11 maart 293 benoemden Diocletianus en Maximianus twee opvolgers (Caesares) die ieder het bestuur kregen over een kwart van het Rijk. Maximianus benoemde Constantius I 'Chlorus' tot zijn Caesar, en Diocletianus Galerius. Zo werd het Rijk uiteindelijk bestuurd door vier (Grieks: tetra) heersers (Grieks: archein)
De tetrarchen zetelden in steden die dichter bij de grenzen liggen, zodat deze beter verdedigd konden werden. Diocletianus voerde ook een administratieve herindeling door. Er werden vier praefecturae opgericht, die overeenkwamen met de rijksdelen. Deze werden weer verder ingedeeld in 12 (later 15) diocesen. Veel van de oude provinciae werden verder opgedeeld zodat er uiteindelijk in 395 in totaal 120 provinciae ontstonden.
De hoofdsteden van de tetrarchie waren:
- Nicomedia, de hoofdstad van Diocletianus en hoofdstad van de praefectura Oriens. De stad was gunstig gelegen t.o.v. de Donaugrens en de Sassaniden.
- Mediolanum, de hoofdstad van Maximianus en de hoofdstad van de praefectura Italia. De stad lag dicht bij de Alpen en de Donaugrens.
- Augusta Treverorum, de hoofdstad van Constantius I 'Chlorus' en de hoofdstad van de praefectura Gallia. De stad was een garnizoensstad in de buurt van de Rijngrens.
- Sirmium, de hoofdstad van Galerius en de hoofdstad van de praefectura Illyricum. De stad lag aan de Donaugrens.

Hoewel de macht in handen was van vier mannen, zorgden de tetrarchen ervoor dat het Rijk als een eenheid functioneerde (patrimonium indivisum). Zo wist men een burgeroorlog zoals in de vijftig jaar daarvoor te voorkomen. Een voordeel van de tetrarchie was dat een oorlog op meerdere fronten daarmee effectiever gevoerd kon worden. Het Romeinse Rijk was altijd sterk als het zich op één front kon concentreren, maar als het van meerdere kanten tegelijk werd aangevallen bleek het zwakker te zijn dan gedacht.
Op 1 mei 305 traden Diocletianus en Maximianus af. Galerius en Constantinus I 'Chlorus' werden Augusti van respectievelijk het oosten en het westen van het Rijk. Maximinus II Daia en Flavius Valerius Severus werden de Caesares van respectievelijk Galerius en Constantinus.

### Einde van de tetrarchie

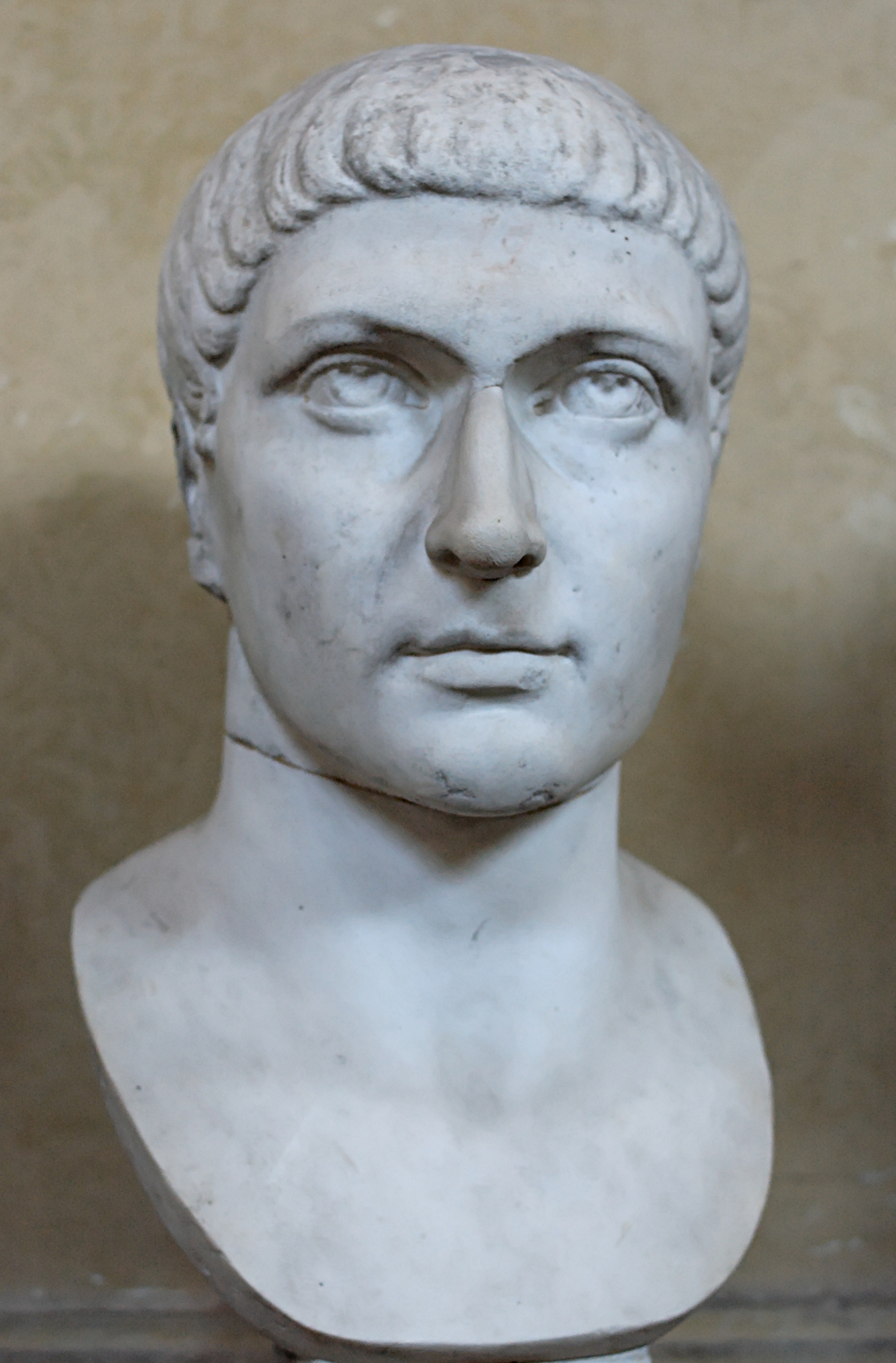
Constantijn de Grote bekeerde zich tot het christendom

Het nieuwe staatsbestel kwam ernstig op de helling toen Constantinus op 25 juli 306 stierf en het leger zijn zoon Constantijn uitriep tot augustus. Maxentius, de zoon van Maximianus vond dat hij evenveel recht had en kwam in opstand. Severus II, de rechtmatige augustus werd opzij geschoven. Galerius, de augustus van het oosten, stuurde Severus een hulpleger. De troepen, die nog onder Maximianus hadden gediend, werden omgekocht door Maxentius. Severus werd gevangengenomen en later ter dood gebracht. Maximianus nam terug deel aan de macht.
In 308 organiseerde Diocletianus, die afstand van de macht had gedaan, de keizersconferentie van Carnuntum om de verwarring en burgeroorlogen te beëindigen. Op deze conferentie werd besloten dat Galerius augustus zou blijven in het oosten met Maximinus Daia als caesar. In het westen werd Licinius gekozen als augustus in de plaats van Severus en Constantijn werd als caesar van het westen erkend. Maximianus en Maxentius werden afgezet. Deze weigerden dit te aanvaarden. Maximianus die intussen in onmin was geraakt met zijn zoon, sloot zich aan bij Constantijn. Lang zal deze verhouding niet duren en Maximianus kwam in opstand. Constantijn nam hem gevangen en dwong hem tot het plegen van zelfmoord (310).
Een jaar later stierf Galerius. Licinius en Constantijn kwamen overeen en Maxentius en Maximinus Daia sloten een akkoord. Constantijn en Maxentius troffen elkaar op 28 oktober 312 bij de Milvische Brug (nabij Rome). Maxentius had hier een numeriek overwicht. Constantijn zou gedroomd hebben dat er een Labarum (teken) aan de hemel verscheen en dat een stem de woorden sprak: "in hoc signo vinces" (In dit teken zult gij overwinnen). Constantijn liet zijn mannen het CHI-RHO teken of het in elkaar vervlochten XP op hun schilden aanbrengen die staan voor de eerste twee (hoofd)letters van het woord Christus in het Grieks. Tegen de verwachting in werd de slag door Constantijn gewonnen. Volgens de christelijke overlevering zou Constantijn dit als teken hebben opgevat dat de christelijke god hem de overwinning had geschonken. Constantijn werd de eerste "christelijke" keizer (hij liet zich om goede redenen pas op zijn sterfbed dopen).
Een jaar later (313) bevochten Licinius en Maximinus Daia elkaar tijdens de Slag bij Tzirallum. Licinius versloeg Maximinus Daia en dwong hem tot zelfmoord. Dit betekende het einde van de tetrarchie.

### Heerschappij van Constantijn de Grote en zijn nakomelingen
De beide Augusti kwamen overeen het Edict van Milaan uit te vaardigen, waarin godsdienstvrijheid in heel het Romeinse Rijk werd ingesteld. De christenvervolgingen, zoals onder Decius (250 n.Chr.), Diocletianus (303-305 n.Chr.) en diens opvolger Galerius (305-311 n.Chr.), werden beëindigd.
De vrede tussen de beide Augusti was echter van korte duur. Al in 314 of 316 barstte de strijd los over de Balkan, de Slag bij Cibalae. Constantijn versloeg Licinius in de Slag bij Adrianopel (324). Enkele maanden later werd Licinius op bevel van Constantijn vermoord. Nu was Constantijn alleenheerser over het rijk. Rome had volgens hem afgedaan als hoofdstad van het Rijk. Hij stichtte daarom op de plaats van de Griekse kolonie Byzantium een nieuwe hoofdstad met de naam Nova Roma, Nieuw Rome. Later zou de stad Constantinopel genoemd werden, naar zijn stichter. De nieuwe stad was gelegen aan de Bosporus, de zeestraat die de Zwarte Zee verbindt met de Middellandse Zee. In Byzantium kwamen verschillende handelsroutes, zowel ter land als ter zee, samen.
Na de christenvervolgingen onder Diocletianus en Galerius, bemoeide Constantijn zich intensief met het Christendom. Hij als doel een consensus te bereiken in de Christelijke theologie, een geloofbelijdenis. De opvattingen van voornamelijk de priester Arius, die het dogma van de Drie-eenheid verwierp, zorgde voor opschudding. Om deze en andere meningsverschillen te beslechten riep de keizer de christelijke bisschoppen bijeen in het Concilie van Nicaea. Het arianisme en alle andere afwijkende geloofsopvattingen werden tot ketterij verklaard. De keizer bouwde, onder invloed van zijn moeder Helena, veel kerken, waaronder de eerste Sint-Pietersbasiliek in Rome en de Heilige Grafkerk in Jeruzalem.
Constantijn hervormde ook het Romeinse leger. Het was duidelijk geworden dat de Romeinse legionairs niet optimaal de limes konden verdedigen. Constantijn deelde het leger in in twee soorten troepen: limitanei, mobiele grenstroepen van lage kwaliteit, en comitatenses, het geregelde leger dat in de provincies was gestationeerd.
In 307 trouwde Constantijn met Flavia Maxima Fausta, dochter van zijn tegenstander Maximianus. Vanwege een complot doodde hij Fausta's vader in 310 en in 312 haar broer Maxentius, wiens hoofd hij op een stok prikte en daarmee door de straten ging. De keizer had zes kinderen: twee dochters, Constantina en Helena en vier troonopvolgers: een buitenechtelijke zoon Crispus, Constantijn II, Constantius II en Constans. In 326 liet Constantijn zowel Crispus als zijn eigen vrouw Fausta executeren, waardoor er drie troonopvolgers overbleven. Na de dood van Constantijn op 22 mei 337 laaide een strijd om de troon op.
De drie zoons verdeelden het Rijk onder elkaar: Constantijn II kreeg de heerschappij over Britannia, Gallia, Hispania en een stuk van Mauretania. Constans heerste over Italia, Africa, Illyricum, Macedonia, en Achaea. Constantius II zwaaide de scepter over het oosten van het Rijk.
In 340 kwam Constantijn II om het leven in een veldslag te Aquileia tegen zijn broer Constans, die de gebieden van Constantijn overnam. Constans begon echter tirannieke trekken te vertonen en in 350 stond de usurpator Magnentius op. Constans werd verslagen en gedood. Na een strijd van enkele jaren wist Constantius II de usurpator te verslaan. Hij benoemde zijn neef Julianus Apostata tot Caesar, maar deze werd zo succesvol dat hij door de troepen in Gallia tot keizer werd uitgeroepen. Tot een burgeroorlog kwam het echter niet, want op 3 november 361 stierf Constantius II.
Julianus wilde, hoewel hij een christelijke opvoeding had genoten, de heidense eredienst herstellen. Hij kreeg daarom de bijnaam Apostata (de Afvallige). Hij vervolgde de christenen niet, maar probeerde wel verdeeldheid onder hen te zaaien. In 363 viel hij het Sassanidenrijk binnen, maar raakte dodelijk gewond in een veldslag aan de Tigris. De troepen riepen Jovianus, de commandant van de pretoriaanse garde, uit tot keizer. Jovianus werd gedwongen een nadelige vrede te sluiten met de Perzen om zijn uiteengeslagen leger terug thuis te krijgen. Op 17 februari 364 werd Jovianus dood gevonden in zijn tent.

## Splitsing, verval en ondergang van het Rijk

### Eerste splitsing van het Rijk en hereniging onder Theodosius de Grote

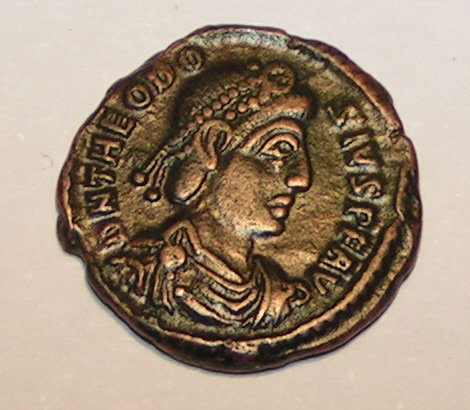
Theodosius de Grote

Flavius Valentinianus en zijn broer, Valens zijn de stichters van de Valentiniaanse dynastie. Valentinianus bestuurde het Westen, Valens het Oost-Romeinse Rijk. Valentinianus nam zijn zoon Gratianus mee op zijn campagnes tegen de Germanen en in 367 benoemde hij hem tot medekeizer. Al vlug bleek dat Gratianus weinig militaire vaardigheden bezat. Valentinianus staat bekend vanwege zijn driftbuien en op 17 november 375 resulteerde een van deze driftbuien in een hersenbloeding, waarna hij stierf. Op 22 november riep het leger, die niet veel vertrouwen had in Gratianus, zijn vierjarige halfbroer, Valentinianus II uit tot opvolger. Beide deelden de heerschappij.
In het Oosten kwam aan de heerschappij van Valens op 9 augustus 378 op een gewelddadige manier ten einde toen hij sneuvelde in de Slag bij Adrianopel. Hij werd opgevolgd door Theodosius I, een bekwame generaal, die later de man van Valens' nicht Galla zou worden. In 383 werd Gratianus vermoord door de usurpator Magnus Maximus. Valentinianus II kon verder regeren in Italia tot 387 totdat Magnus Maximus hem verdreef. Lang kon Magnus Maximus niet genieten van het keizerschap, want Theodosius versloeg zijn leger bij de Slag aan de Sava. Maximus vluchtte naar Aquileia werd gevat en geëxecuteerd.
Valentinianus II kon verder regeren, maar pleegde in 392 zelfmoord. De Frankische magister militum Arbogast zette vervolgens Flavius Eugenius op de West-Romeinse troon. Eugenius werd echter niet erkend door Theodosius en in 394 werd hij verslagen (Slag aan de Frigidus) door Theodosius, die toen het hele Rijk onder zijn heerschappij herenigde.
Theodosius was een overtuigd (trinitair) christen en hij verhief het christendom tot officiële staatsgodsdienst. Het heidendom werd nu uit het openbare leven verbannen. Een van de maatregelen die Theodosius hiertoe nam was het verbieden van het aloude Griekse sportevenement, de Olympische Spelen. Theodosius was de laatste Romeinse keizer van formaat, maar hij kon niet voorkomen dat de Visigoten onder leiding van Alarik I zich in het Romeinse Rijk vestigden. Later zou dit desastreuze gevolgen hebben. Op 17 januari 395 overleed de keizer te Mediolanum (Milaan).

### Definitieve splitsing

Verdeling in West- en Oost-Romeinse Rijk, en invasiestromen tussen 100 en 500 na Chr.

Na de dood van Theodosius werd het Rijk weer in tweeën gesplitst. Het West-Romeinse Rijk werd bestuurd door zijn jongere zoon Honorius en het Oost-Romeinse Rijk werd geregeerd door zijn oudste zoon Arcadius. Honorius was een zeer zwakke man en het bestuur kwam al snel in handen van magister militum Flavius Stilicho, een geromaniseerde Vandaal. In 397 slaagde Stilicho erin om de Visigoten onder Alarik te verslaan in Macedonia. De veldheer werd het slachtoffer van intriges aan het West-Romeinse hof, dat vol zat met mensen die Stilicho haatten en vreesden vanwege zijn afkomst en zijn ariaanse geloof. In 408 verspreidden zijn vijanden het gerucht dat Stilicho Alarik land zou geven in Gallia. De troepen in Ticinum, d.i. de huidige stad Pavia in de Povlakte, sloegen aan het muiten terwijl Stilicho in Ravenna, de nieuwe hoofdstad van het West-Romeinse Rijk, gevangengenomen werd. Hierna werden de vrouwen en kinderen van de foederati, barbaren in Romeinse dienst, afgeslacht. Deze schaarden zich achter Alarik en op 24 augustus 410 trokken de Visigoten Rome binnen, waar ze zich drie dagen te buiten gaan met plunderen. Voor het eerst sinds 387 v.Chr. zijn er vijandelijke troepen in de stad en dit brengt een geweldige schok teweeg in de klassieke wereld. Hoewel het Rijk nog een halve eeuw zal standhouden, beschouwen veel historici de plundering als het de facto einde van het Romeinse Rijk. Volgens een legende zou de wereldvreemde Honorius het belang van deze gebeurtenis niet ten volle begrepen hebben. Toen boodschappers hem in Ravenna kwamen vertellen dat Rome "ten onder was gegaan" zou hij gedacht hebben dat zijn favoriete kip, ook Rome geheten, was omgekomen, waarover hij zich verbaasde omdat hij haar pas gevoederd had. Later dat jaar trok Honorius de Romeinse legioenen terug uit Britannia. Naar de bewoners van Britannia stuurde hij een brief waarin hij hun meedeelde dat ze zelf maar hun provincie moesten besturen. Voor de rest van zijn regering had Honorius problemen met de Visigoten die, na de dood van Alarik in 410, een rijk hadden gesticht in het zuiden van Gallia. In 423 stierf de kinderloze Honorius.
In het Oosten was Arcadius een even beïnvloedbaar man, maar hij benoemde zijn prefect Anthemius tot regent en deze diende hem trouw. Het Oost-Romeinse Rijk was dan ook nog sterk toen Arcadius in mei 408 stierf. Hij werd opgevolgd door zijn zevenjarige zoon Theodosius II. Theodosius II stond erg onder de invloed van zijn oudere zus Pulcheria. In 414 werd Anthemius de laan uit gestuurd en werd Pulcheria benoemd tot Augusta, en de medekeizerin van Theodosius.
Zij zou tot de dood van haar broer grote invloed blijven uitoefenen op het beleid van Theodosius, vooral op religieus gebied. Onder haar invloed verbood Theodosius de leer van Nestorius en werden synagoges verwoest. Op politiek gebied vatte Theodosius de wetten van Constantijn de Grote samen in de Codex Theodosianus. Ook richtte de keizer de Universiteit van Constantinopel op wat later van belang was voor de doorgifte van een deel van de antieke kennis naar het heden. In 450 kwam de keizer om na een val van zijn paard. Hij werd opgevolgd door Marcianus via een georganiseerd schijnhuwelijk met Pulcheria.
In het Westen werd Honorius opgevolgd door Johannes, die echter niet door Theodosius II werd erkend en daarom als usurpator werd betiteld. Johannes probeerde zich met hulp van de generaal Flavius Aëtius staande te houden, maar werd in 425 verslagen en gedood voordat Aëtius met een Hunnenleger te hulp kon komen. Er werd overeengekomen dat Valentinianus III keizer werd van het West-Romeinse Rijk, Aëtius zijn magister militum werd en dat de Hunnen werden afbetaald. Omdat Valentinianus nog maar 6 jaar oud was, nam zijn moeder, Galla Placidia, de regering waar. Valentinianus ontwikkelde zich tot een uitermate verwende en zwakke keizer. De macht kwam uiteindelijk steeds meer in handen te liggen van Aëtius. Het West-Romeinse Rijk begon steeds sneller uiteen te vallen. De Vandalen onder koning Geiserik veroverden in 429 Africa, de graanschuur van het West-Romeinse Rijk. In Hispania kwamen steeds meer gebieden in handen van de Sueven en de Visigoten. Gallia werd overspoeld met Franken, Alanen, Visigoten en Bourgondiërs.
In 451 behaalde Aëtius nog wel een laatste grote Romeinse overwinning in Gallia tijdens de Slag op de Catalaunische Velden, waar hij de gevreesde Attila de Hun versloeg.
Door zijn aldus ontstane grote macht maakte Aetius echter veel vijanden aan het West-Romeinse hof, waaronder de keizer. Hij werd in 454 in opdracht van de keizer vermoord. Een jaar later werd ook de keizer zelf vermoord, door de troepen van Aëtius.

### Ondergang van het West-Romeinse Rijk

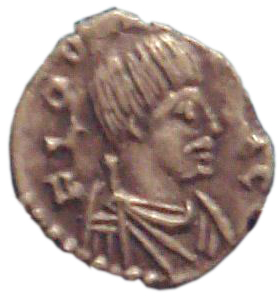
Odoaker nam in 476 Rome in

De patriciër Petronius Maximus, die betrokken was bij zowel de moord op Aetius als die op de keizer, volgde Valentinianus op. Om zijn heerschappij te legitimeren, trouwde hij met Eudoxia, de vrouw van Valentinianus. Zij riep echter de hulp in van Geiserik en zijn Vandalen. In mei 455 plunderden de Vandalen Rome. Hun plunderingen waren zo gewelddadig, dat het woord Vandaal synoniem werd voor een persoon die op gewelddadige wijze andermans bezittingen vernielt. Petronius Maximus werd door zijn eigen troepen vermoord toen hij probeerde te vluchten.
Zijn magister militum Avitus werd vervolgens keizer, maar die werd in 456 al afgezet door Ricimer, de nieuwe Visigotische magister militum. Omdat Ricimer als Germaan nooit Romeins keizer kon worden, zette hij een reeks marionetten op de troon, die geen van allen door de Oost-Romeinse keizers werden erkend. Zijn eerste marionet was Majorianus, een succesvol generaal. Hij wist een aantal overwinningen te boeken op de Vandalen en de Visigoten, maar toen een grote Romeinse vloot bij Cartagena in Hispania door Geiserik werd vernietigd, was Maiorianus' reputatie bij het leger gekelderd. In 461 liet het leger onder Ricimer hem afzetten en vermoorden. Ricimer benoemde Libius Severus tot nieuwe keizer, maar deze stierf al in 465. Na een interregnum van twee jaar benoemde Ricimer Anthemius tot keizer. Anthemius probeerde tevergeefs de strijd aan te binden met de Vandalen. Na het falen van de expeditie tegen de Vandalen, werd ook Anthemius in 472 door Ricimer afgezet. De nieuwe marionet, Olybrius, stierf al na enige maanden. Ricimer stierf in 472 en werd opgevolgd door zijn neef Gundobad. Glycerius volgde Olybrius op, maar de Oost-Romeinse keizer Leo I stuurde Julius Nepos in 474 met een leger naar Ravenna om de macht over te nemen. Ondertussen bestond het West-Romeinse Rijk alleen nog maar uit Italia en kleine delen van Gallia. Toen de Vandalen het Rijk opnieuw aanvielen, begon Julius Nepos de controle over Italia te verliezen. Toen hij de Germaan Orestes tot magister militum benoemde, pleegde deze op 28 augustus 475 een staatsgreep en zette zijn zoon Romulus Augustulus op de troon. Keizer Nepos vluchtte naar Dalmatia waar zijn familie over een machtsbasis beschikte. In Italia greep  de Heruul Odoaker op 23 augustus 476 de macht. Odoaker zette Romulus Augustulus af, maar benoemde geen nieuwe keizer. Hij hield Nepos op een afstand en erkende de Oost-Romeinse keizer Zeno als enige keizer door de keizerlijke regalia naar hem op te sturen.
Als in 480 Nepos is vermoord worden er geen West-Romeinse keizers meer aangewezen. De keizer in Constantinopel is vanaf dan de enige Romeinse keizer. Door alle westelijke vorsten wordt hij afgebeeld op hun muntslag.  In het westen echter stelde dit keizerschap niet veel voor omdat het hem aan middelen ontbrak om zijn gezag daadwerkelijk uit te oefenen. Door historici wordt het jaar 476 gezien als het einde van het Romeinse Rijk in het westen. Van het einde van het Rijk merkten gewone mensen erg weinig. De Romeinen bleven hun leven op dezelfde manier leiden als voorheen. Odoaker liet zich uiteindelijk tot koning van Italië kronen, maar in 493 veroverde de Ostrogoot Theodorik de Grote Italië.

## Oost-Romeinse/Byzantijnse Rijk na de val van het West-Romeinse Rijk

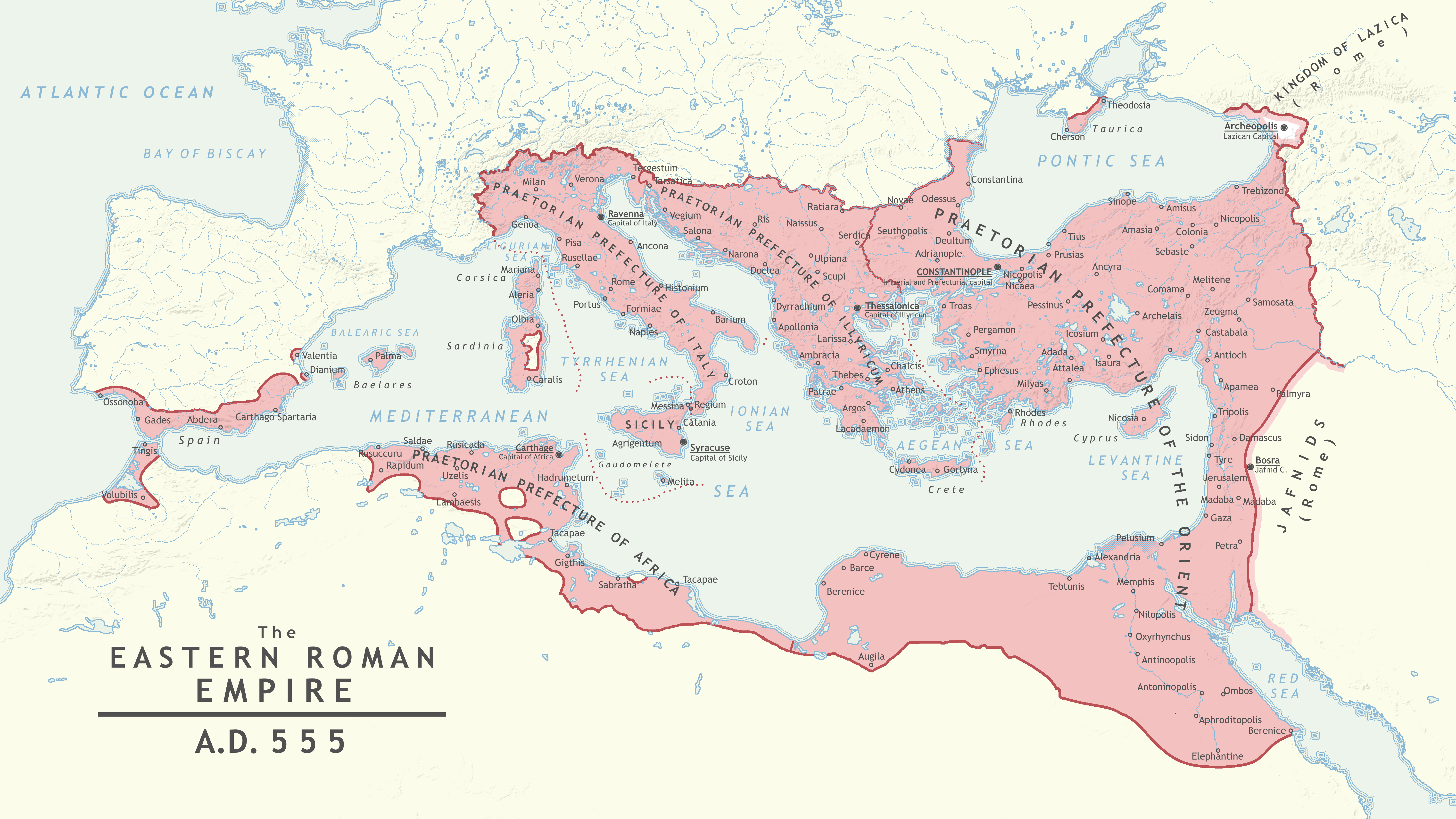
Het Romeinse Rijk na de heroveringen door keizer Jusitianus, rond 555.

Na de val van het West-Romeinse Rijk was de keizer in Constantinopel de wettige erfgenaam over het gehele rijk. Tegen de tijd dat keizer Herakleios de troon besteeg was het oostelijke rijksdeel veranderd van een Romeins in een Grieks rijk. Om die reden wordt dit rijk sinds de Nieuwe Tijd door westerse historici vernoemd naar de oorspronkelijk Griekse naam van Constantinopel, Byzantium. Maar tot aan de val van het rijk beschouwden de inwoners zichzelf nog steeds als 'Romeinen' en zij noemden zich ook zo.
Keizer Justinianus I had de ambitie om de oude gebieden van het West-Romeinse Rijk, die in theorie aan hem onderhorig waren, ook daadwerkelijk onder zijn gezag te brengen en hij viel dan ook de nieuwe Germaanse landen binnen van de Vandalen en Ostrogoten die zich respectievelijk in Noord-Afrika en Italië hadden gevestigd. De Vandalen werden verslagen en hun rijk werd aan de Oost-Romeinen onderworpen. De Ostrogoten verloren Zuid-Italië en belangrijke steden als Rome, Venetië en Ravenna aan de Byzantijnen. Het exarchaat Ravenna werd onder Byzantijns oppergezag gevestigd met aan het hoofd een exarch (gouverneur). In Spanje boekte Justinianus wat kleinere succesjes tegen de Visigoten toen hij de kuststrook van zuidoost Baetica kon bezetten. Deze westerse bezittingen bleven echter niet lang in handen van de Byzantijnen, want de Longobarden overspoelden Italië en wisten het grootste deel ervan te veroveren, slechts de belangrijkste steunpunten als Rome, Ravenna, Venetië en Sicilië bleven in handen van de Byzantijnen. Spanje ging wederom verloren.
Herakleios richtte zich in tegenstelling van Justinianus naar het oosten en leidde het Byzantijnse Rijk in succesvolle maar uitputtende oorlogen tegen de oude rivalen de Perzen. Het zag er zelfs even naar uit dat de Byzantijnen eindelijk het Perzische Rijk definitief konden onderwerpen. Door de vele oorlogen op alle fronten echter werd het steeds moeilijker de grenzen te verdedigen en de Arabieren, die in de decennia ervoor door Mohammed en zijn opvolgers verenigd waren, maakten daar tijdens hun inval in 636 handig gebruik van. Het kwam tot een treffen bij de rivier de Jarmuk waar de Byzantijnen verpletterend werden verslagen. Na slechts enkele weken van strijd moest het Byzantijnse Rijk Egypte, Syrië en Palestina opgeven aan de zegevierende Arabieren, Anatolië kon wel met succes worden verdedigd. De Byzantijnse rivalen, de Perzen, verging het echter nog slechter: de Arabieren vernietigden hun rijk volledig.
Vele jaren sleepte de strijd tussen de Romeinen/Byzantijnen en Arabieren zich voort, en ook in het noorden en westen werden grote gebieden afhandig gemaakt van Byzantium. Venetië wist zich los te maken van de Byzantijnen en werd een sterke concurrerende zeemogendheid, en de Italiaanse bezittingen als Rome en Sicilië werden door Langobarben en Normandiërs afgenomen. Bulgaren en Serven ontnamen grote delen van het Byzantijnse gebied op de Balkan, en belegerden zelfs tijdelijk Constantinopel. Tegelijkertijd trokken de Turkse Seltsjoeken Anatolië binnen en na de verloren Slag bij Manzikert in 1071 werden de Byzantijnen uit Centraal-Anatolië verdreven, zodat alleen een halve maan rond de Anatolische kusten in handen van de Byzantijnen bleef.
Nu vroeg de Byzantijnse keizer de westerse christenen om hulp tegen de Turken in Anatolië en Syrië, om zo de eer en het schild van de Romeinen te herstellen en de christenheid te doen overwinnen op de islam. Deze eerste kruistocht verliep goed voor de Byzantijnen: ze kregen het gezag over Anatolië terug en wisten hun macht ook uit te breiden op de Balkan waar de Serviërs en Bulgaren weer werden onderworpen. In 1187 ontstonden er echter opnieuw problemen in het door Byzantium bezette Bulgarije en na een korte strijd herwonnen de Bulgaren hun onafhankelijkheid. Doordat Byzantium de Bulgaren niet de baas kon, ontstond er ook verdeeldheid aan het hof. Intussen was Venetië nog machtiger geworden en het trachtte zijn economische invloed nog verder te vergroten door zijn grootste concurrent, Constantinopel, uit te schakelen.
Toen de Vierde Kruistocht in 1204 voor de poorten van Constantinopel verscheen, zette de sluwe meegereisde Venetiaanse doge Enrico Dandolo de kruisvaarders aan tot het innemen van de stad. De Byzantijnse keizer werd uit de stad verdreven en de Vlaamse graaf Boudewijn IX werd keizer van het zogenaamde Latijnse Keizerrijk. Dit rijk was in essentie een kruisvaardersstaat gelegen rondom Constantinopel. In de gebieden die in handen van de Byzantijnen bleven werden drie Griekse staatjes gevormd: het Despotaat Epirus, het Keizerrijk Trebizonde en het Keizerrijk Nicea. In 1205 viel Bulgarije het Latijnse Keizerrijk aan en Boudewijn werd vermist in de strijd en nooit meer teruggevonden.

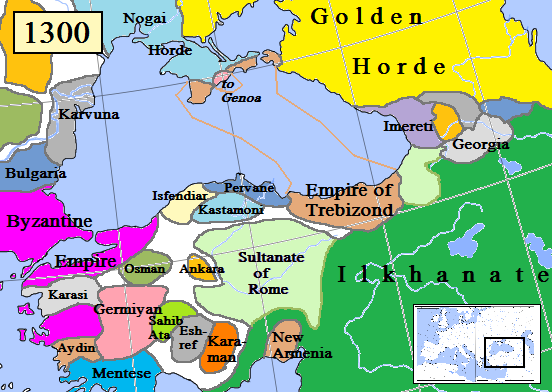
De situatie rond 1300; De Byzantijnen zijn teruggedrongen tot het gebied rond de zee van Marmara, en in het noordoosten tot het Keizerrijk Trebizonde.

In 1261 heroverde de heerser van Nicaea, Michaël Palaiologos Constantinopel, werd Epirus verslagen en het Byzantijnse Rijk min of meer hersteld. Maar sinds de plundering door de kruisvaarders waren de handelsroutes door en rond de Zwarte Zee, de verbinding tussen Europa en Azië, waar Constantinopel zijn inkomsten van verkreeg, grotendeels overgenomen door Venetië en Genua. De Byzantijnen slaagden er niet meer in de economische overhand te verkrijgen en het verval was niet meer te stoppen. Ook het belangrijke Anatolië was definitief verloren gegaan. Dit had grote gevolgen voor de verdedigingskracht van het Byzantijnse Rijk want de meeste soldaten van het leger werden voorheen geworven uit de bevolking van Anatolië. Door de sterk verslechterde economie was er ook niet meer genoeg geld voorhanden om huurlingen voor het leger te betalen. Al snel stelde het leger dan ook niet veel meer voor. Ook de stad zelf had niet meer genoeg geld voor onderhoud van de infrastructuur en het onvermijdelijke verval begon: ten slotte was een groot deel van de stad tot ruïnes vervallen. Steeds meer inwoners vertrokken naar welvarender oorden, vooral naar Oost-Europa en Italië. Belangrijke delen van de economische en intellectuele elite vertrokken eveneens tijdens de laatste eeuwen uit Constantinopel. Zij vestigden zich voornamelijk in het noorden van Italië. Hier begon in de rijke Noord-Italiaanse stadstaten, zoals Florence, Milaan en Genua, een periode van hernieuwde belangstelling in West-Europa voor de Romeinse en Griekse cultuur, de renaissance.
In de 14de eeuw verloor Byzantium nog meer gebieden aan de opkomende Ottomaanse Turken en in 1440 waren alleen de Morea, het keizerrijk Trebizonde en het, nu inmiddels sterk vervallen en gekrompen, Constantinopel zelf nog Byzantijns. Op 2 april 1453 sloeg de Ottomaanse sultan Mehmet II het Beleg voor Constantinopel en na een felle verdediging viel de stad op 29 mei 1453 in handen van de Turken. De belangrijkste Romeinse stad was hiermee gevallen en na de inname van Morea in 1460 en Trebizonde in 1461 bleef enkel nog de kleine stad Rize in Romeinse handen. In 1471 werd ook deze stad, zo'n 60 kilometer ten oosten van Trabzon, door de Turken ingenomen. Het Romeinse Rijk was nu definitief voorbij. De laatste onafhankelijke Griekse staat was het vorstendom Theodoro in de Krim, dat in 1475 eveneens werd ingenomen door de Turken.

## Sociale stratificatie
De Romeinen hanteerden net als de Grieken een strikt klassensysteem, waarbij het echter mogelijk was om de sociale ladder te beklimmen:
1. De patriciërs vormden de eliteklasse van de Romeinse burgers, die als enige klasse mochten zetelen in de Romeinse Senaat;
2. Equites waren oorspronkelijk cavaleristen (ridders, ruiters). Zij vormden de middenklasse die zich vooral bezighield met economie (financiën, handel);
3. Plebejers waren de arbeidersklasse die vaak in erg armoedige omstandigheden leefde;
4. Slaven hadden geen rechten en behoorden aan hun eigenaar toe. Verdienstelijke en getalenteerde slaven werden echter vaak goed behandeld en konden zelfs hun vrijheid verdienen of geadopteerd worden door hun heer en zo verder klimmen op de sociale ladder.